# Blancs sud-africains
Le terme de Blancs sud-africains désigne génériquement les Sud-Africains d'origine européenne.
En termes linguistiques, culturels et historiques, cette population se répartit entre deux groupes nationaux distincts, les Afrikaners et les Anglo-sud-africains. Les Afrikaners sont les descendants des colons néerlando-germano-français arrivés essentiellement au XVIIe siècle et au XVIIIe siècle (période où la colonie du Cap est principalement administrée par la Compagnie néerlandaise des Indes orientales). Une partie de cette population, des agriculteurs nomades, formera les Trekboers puis les Boers au XIXe siècle. Ils sont de langue afrikaans (un dérivé local de la langue néerlandaise du XVIIe siècle).
Les Anglo-sud-africains sont quant à eux de langue anglaise et sont les descendants des colons et des immigrés britanniques arrivés au XIXe siècle et au XXe siècle, durant l'administration britannique de l'Afrique du Sud et après la création de l'Union sud-africaine. D'autres populations blanches d'origine européenne (des Italo sud-africains, des Gréco-sud-africain, des blancs originaires du Sud-Ouest Africain ou des Portugais originaire d'Angola et du Mozambique) se sont agrégés au cours de l'histoire à ces deux nations.
Après avoir représenté environ 20 % de la population totale du pays au cours du XXe siècle, la population blanche sud-africaine représente, d'après le recensement de 2022, 7,3 % de l'ensemble de la population soit 4 504 252 personnes. En 2016, 57,9 % de ces Blancs étaient des locuteurs afrikaans et 40,2 % étaient des locuteurs anglophones tandis que 1,9 % des blancs parlaient une langue maternelle (portugais, grec ou allemand).
Les Sud-Africains blancs sont de loin la plus grande population d'Africains blancs.

## Démographie
Les statistiques estiment qu'il y aurait environ 4,6 millions de blancs sud-africains. Cependant, en comptant ceux ignorés par les services de recensement et les sud-africains de papier (les émigrés), on peut affirmer que 5,2 millions de personnes à travers le monde peuvent s'identifier à l'appellation de sud-africain blanc.

Proportion de la population blanche en Afrique du Sud :
0–20 %
20–40 %
40–60 %
60–80 %
80–100 %

Depuis le début des années 1990 et la période de transition constitutionnelle, durant laquelle prit fin l'Apartheid en 1991, de nombreux blancs ont émigré vers d'autres pays Royaume-Uni, Australie, Nouvelle-Zélande, États-Unis…) en raison des multiples problèmes auxquels ils étaient confrontés comme la criminalité galopante et la politique de discrimination positive pratiquée par les gouvernements post-apartheid, non seulement dans la fonction publique mais aussi fortement encouragée dans le secteur privé. En favorisant des critères raciaux, ce programme visant à mieux représenter la communauté noire au sein de l'Afrique du Sud post-apartheid s'est cependant parfois effectué au détriment des compétences mais aussi des blancs les moins qualifiés.
Selon un rapport de la SAIRR (institut sud-africain des relations raciales), environ 900 000 personnes, soit un cinquième de la population, ont quitté le pays depuis 1994. Ces départs massifs, surtout de jeunes Sud-Africains diplômés, ont été dénoncés par l'opposition qui a violemment attaqué l'ANC sur ces trop nombreux départs.
Cependant, depuis on constate un nouveau phénomène, la « révolution du retour au Foyer ». L'impact que la crise et la récession économique ont provoqué dans les pays développés ont poussé 108 000 blancs à revenir (2009-2010) dans leur pays d'origine pour des raisons économiques mais aussi politiques.
Et pourtant, les coupures de courant, le taux de criminalité élevé et les incertitudes politiques ont découragé les Sud-Africains blancs, qui se précipitaient vers la sortie. Les exilés, dans leurs nouveaux pays, ont connu pour certains des problèmes financiers qui les ont poussés à revenir dans une Afrique du Sud où le coût de la vie est peu élevé. Les ex-émigrés ont repris goût dans un pays où la qualité de vie reste le principal facteur en faveur du retour (excepté la criminalité). En effet, alors que l’on comptait quatre départs pour un retour en 2008, le ratio se rapproche aujourd’hui[Quand ?] d’un pour un.
Avec l'élection de Jacob Zuma à la tête du pays en 2009, une partie des blancs a changé son regard sur cet homme, qui reste toujours aussi controversé. Pendant ses premiers mois de présidence, il a envoyé des signes rassurants à la minorité blanche mais aussi aux métis et aux Indiens contrairement à son prédécesseur Thabo Mbeki. Ainsi, un blanc déclarait à son égard : « Zuma dit ce qu’il a à dire. Reconnaissons-lui ce mérite », estime-il. Cette tendance au réchauffement des relations semblait se confirmer pour l'année 2010, Zuma améliorant sa cote de popularité chez les minorités et en particulier chez les électeurs blancs.
Ce nouveau contexte pousse les jeunes actifs à considérer les perspectives de leur pays avec davantage de recul. Ils les comparent plus à celles d’autres marchés émergents, comme le Brésil ou l’Inde, plutôt qu’à celles des pays plus développés, comme l’auraient fait leurs parents et leurs grands-parents. Certains disent aujourd’hui que la jeune génération ne voit pas les choses de manière aussi apocalyptique.

### Perspectives démographiques
Selon une étude de City Press et de l'Institut sud-africain des relations raciales (SAIRR) datant de 2012, du fait de sa démographie déclinante de 0,3 % tous les cinq ans, la population blanche sud-africaine pourrait disparaître d'ici l'année 2161. Ce déclin démographique résulte à la fois de la baisse du taux de fécondité de la population blanche mais aussi de l'émigration continue depuis de nombreuses années. Ainsi d'ici 2025, la population blanche devrait passer en dessous de quatre millions de personnes. Ces chiffres s'inscrivent dans un contexte où une majorité des jeunes Sud-Africains blancs se montrent pessimistes sur l'évolution de leur pays (34 % optimistes contre 61 % d'optimistes au sein de la jeunesse noire), le chômage et l'insécurité étant les sujets principaux de préoccupation,.
| Évolution de la population blanche en Afrique du Sud | Évolution de la population blanche en Afrique du Sud | Évolution de la population blanche en Afrique du Sud |
| Année                                                | Population                                           | %                                                    |
| ---------------------------------------------------- | ---------------------------------------------------- | ---------------------------------------------------- |
| 1904                                                 | 1 116 805                                            | 21,60%                                               |
| 1921                                                 | 1 519 488                                            | 21,93%                                               |
| 1936                                                 | 2 003 857                                            | 20,90%                                               |
| 1960                                                 | 3 088 492                                            | 19,30%                                               |
| 1970                                                 | 3 792 848                                            | 16,86%                                               |
| 1991                                                 | 5 068 300                                            | 13,00%                                               |
| 1995                                                 | 5 224 000                                            | 12,70%                                               |
| 1996                                                 | 4 434 697                                            | 11,00%                                               |
| 2001                                                 | 4 293 640                                            | 9,60%                                                |
| 2011                                                 | 4 586 838                                            | 8,90%                                                |
| 2022                                                 | 4 504 252                                            | 7,30%                                                |

### Répartition géographique

#### Par villes (1968-2001)
| Ville             | Population Blanche 1968 | Population Blanche 2001 | Pourcentage du total 1968 (%) | Pourcentage du total 2001 (%) |
| ----------------- | ----------------------- | ----------------------- | ----------------------------- | ----------------------------- |
| Johannesbourg     | 476 712                 | 231 263                 | 35.0                          | 22.9                          |
| Pretoria          | 261 000                 | 355 631                 | 53.1                          | 67.7                          |
| Le Cap            | 200 090                 | 167 085                 | 35.0                          | 20.2                          |
| Durban            | 184 692                 | 136 956                 | 27.0                          | 25.5                          |
| Port Elizabeth    | 118 845                 | 123 722                 | 31.2                          | 52.1                          |
| Germiston         | 65 200                  | 69 526                  | 33.1                          | 49.8                          |
| Bloemfontein      | 63 200                  | 72,619                  | 43.2                          | 65.0                          |
| East London       | 51 570                  | 40 180                  | 37.7                          | 29.6                          |
| Springs           | 48 102                  | 43 427                  | 33.6                          | 53.8                          |
| Pietermaritzbourg | 45 930                  | 43 471                  | 40.8                          | 19.4                          |
| Benoni            | 45 000                  | 56,076                  | 33.1                          | 59.4                          |

NB : La délimitation urbaine a été complètement changée en 2000 ce qui explique des variations de populations importantes.

#### Par province 2011
Les Blancs se concentrent dans les zones urbaines telles que Pretoria, Le Cap, Durban, Bloemfontein, Port Elizabeth ou East London et dans les provinces du Cap ainsi que dans le Gauteng.
De nombreuses petites communautés d'Afrikaners vivent dans les zones rurales de l'État Libre d'Orange et de l'ex-Transvaal.

Densité de Blancs en Afrique du Sud par km2 :
< 1
1–3
3–10
10–30
30–100
100–300
300–1000
1000–3000
> 3000

| Province       | Population blanche | %     | Densité (hab./km2) |
| -------------- | ------------------ | ----- | ------------------ |
| Cap-Oriental   | 310 405            | 4,73  | 1,8                |
| État libre     | 239 026            | 8,71  | 1,8                |
| Gauteng        | 1 913 884          | 15,60 | 105,3              |
| KwaZulu-Natal  | 428 842            | 4,18  | 4,5                |
| Limpopo        | 139 359            | 2,58  | 1,1                |
| Mpumalanga     | 303 595            | 7,51  | 3,2                |
| Nord-Ouest     | 255 385            | 7,28  | 2,4                |
| Cap-Nord       | 81 246             | 7,09  | 0,2                |
| Cap-Occidental | 915 053            | 15,72 | 7,1                |
| Total national | 4 586 838          | 8,9   | 3,8                |

## Culture

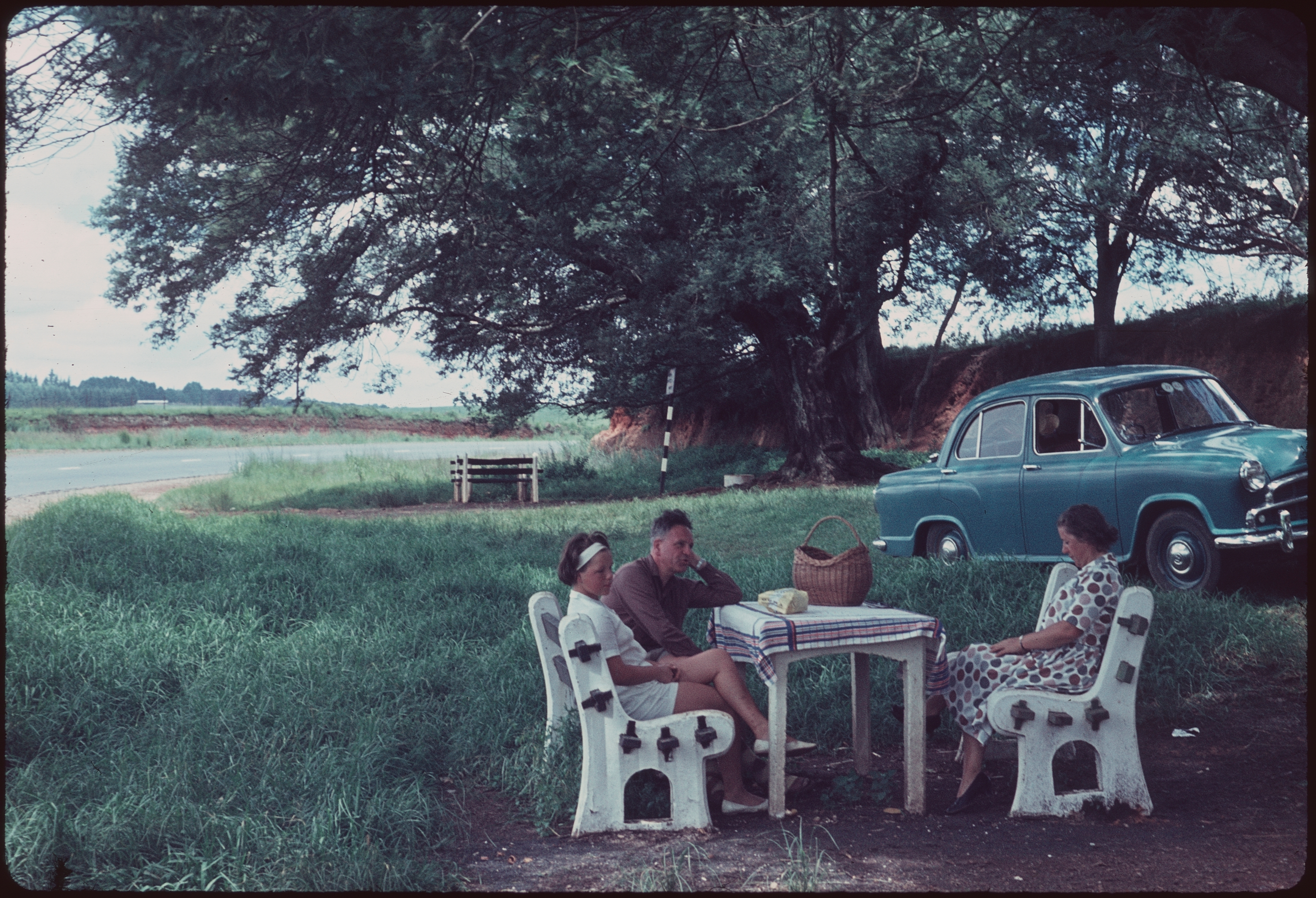
Pique-nique de blancs sud-africains en 1963 près de la route nationale 3 et de Mooi River

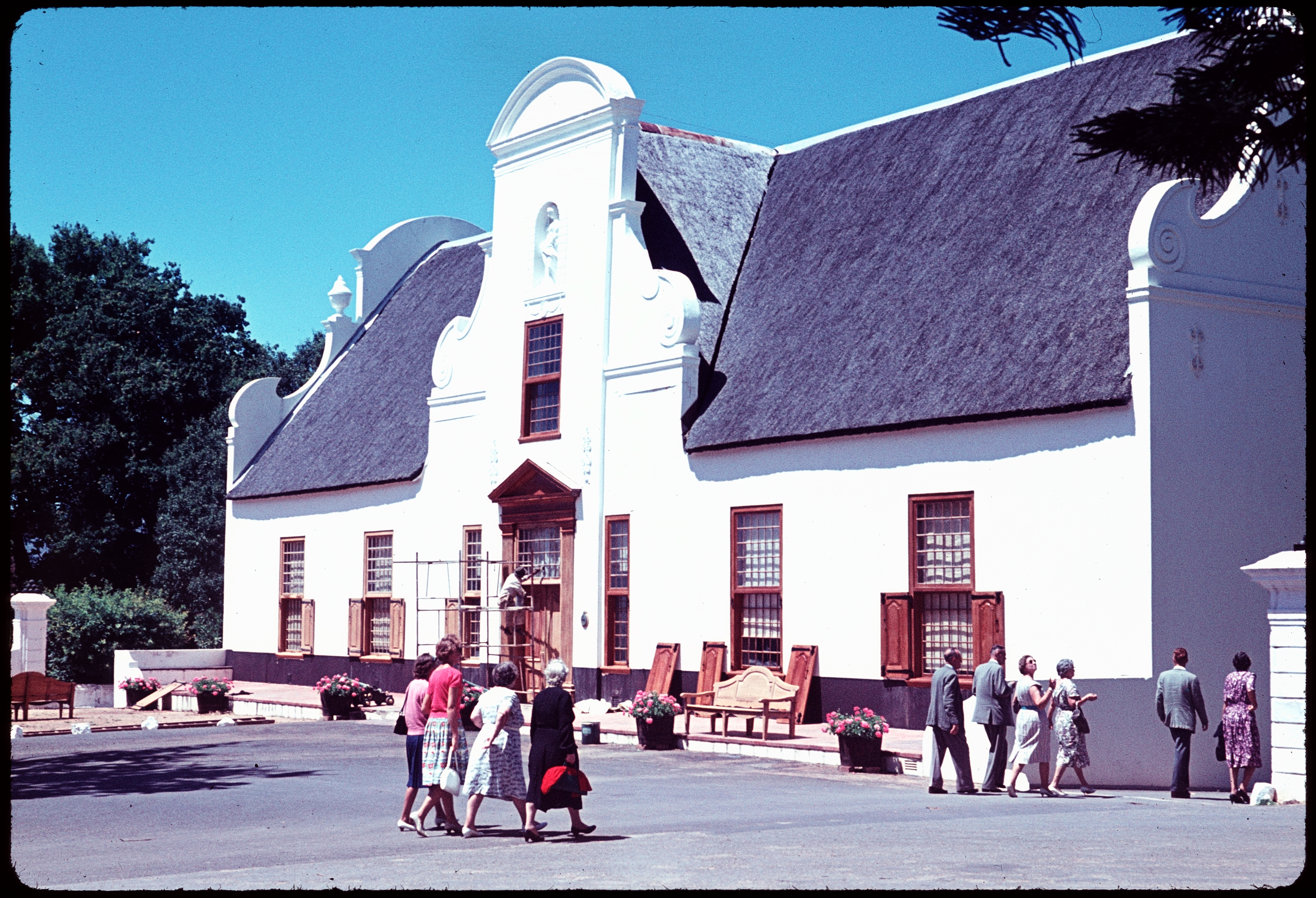
Groot Constantia, d'architecture Cape Dutch, en 1962

Les blancs sud-africains n'ont pas une culture commune mais deux cultures distinctes, en raison de l'existence de deux nations qui la compose. Les Anglo-sud-africains partagent une culture semblable à celle présente au Royaume-Uni, tandis que les Afrikaners ont développé leur spécificité nationale pendant les années d'errance du Grand Trek (1835-1850) et ont été stimulés par l'isolement géographique et le calvinisme strict de l'église réformée néerlandaise.

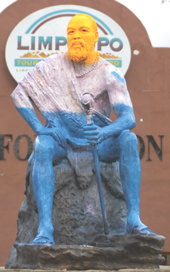
Statue du chef Makhado à Louis Trichardt vandalisée en 2005 avec les anciennes couleurs nationales pour protester contre le changement de nom de cette ville en Makhado. La Cour Suprême d'Appel de Bloemfontein annule le changement de nom effectué en 2003 pour un vice de procédure (consultation insuffisante de la population de la ville).

Les deux cultures blanches ont été en opposition à partir de l'établissement de la souveraineté britannique de la colonie du Cap au début du XIXe siècle. Alors que les Britanniques arrivaient avec des idées relativement libérales (issus des réformes européennes du XVIIe siècle et XVIIIe siècle) tout en étant attachés à leurs traditions, les Boers, dont la plupart étaient issus d'immigrants arrivés au Cap au XVIIe siècle avaient vécu à l'écart des transformations intervenues en Europe et vivaient toujours dans un schéma traditionnel et esclavagiste. Rejetant notamment l'abolition de cette dernière (intervenue en 1833), ils voulaient continuer à vivre dans une société calviniste et de langue néerlandaise.
Depuis l'abolition de l'Apartheid, on assiste à une certaine renaissance de l'identité blanche (en particulier chez les Afrikaners). L'envie d'émigrer s'est pour une partie des gens transformée en une envie de résistance. Alors que le pouvoir cherche à minimiser la culture afrikaans, de nombreuses personnes se sont mobilisées pour la défense de leur culture. Le plus grand exemple de cette nouvelle résistance fut la campagne pour le maintien du nom de Pretoria comme capitale sud-africaine. Inspiré notamment par l'exemple du mouvement Helpmekaar, de l'association Reddingsdaadbond et de l'Afrikanerbond, des mouvements de défense des populations afrikaners ou des groupes de pressions organisés autour du maintien du droit des minorités ou de l'afrikaans se sont ainsi développés, souvent affiliés ou proche au mouvement Solidarité (AfriForum, Solidariteit, la Fédération des organisations culturelles afrikaans) et gérant ses propres institutions (akademia par exemple). Des personnalités du monde universitaire, artistique ou littéraire s'engagent également (Hermann Giliomee, Bok van Blerk, Steve Hofmeyr, Dan Roodt) mais aussi des personnalités connues autrefois pour leur engagement contre l'apartheid et devenues des critiques des dérives de l'ANC (André Brink, Breyten Breytenbach, Rian Malan).
La société afrikaner est une société ouverte, moderne et fier de sa culture et de son histoire. Mais revendiquer sa fierté d'être afrikaner ou blanc n'est cependant pas chose facile. Aux yeux de beaucoup de Sud-Africains, ils restent suspects. Pour ceux qui n'avaient pas vingt ans lors des premières élections libres de 1994, qui ont marqué la fin de l'apartheid, il arrive qu'on les regarde encore comme s'ils avaient eux-mêmes affiché des pancartes « White only » dans les lieux publics de la ville[réf. nécessaire]. Le sujet est toujours sensible dans une Afrique du Sud où les lois raciales ont disparu, mais où les disparités économiques entre les divers groupes raciaux sont plus marquées aujourd’hui que jamais.

### Sport

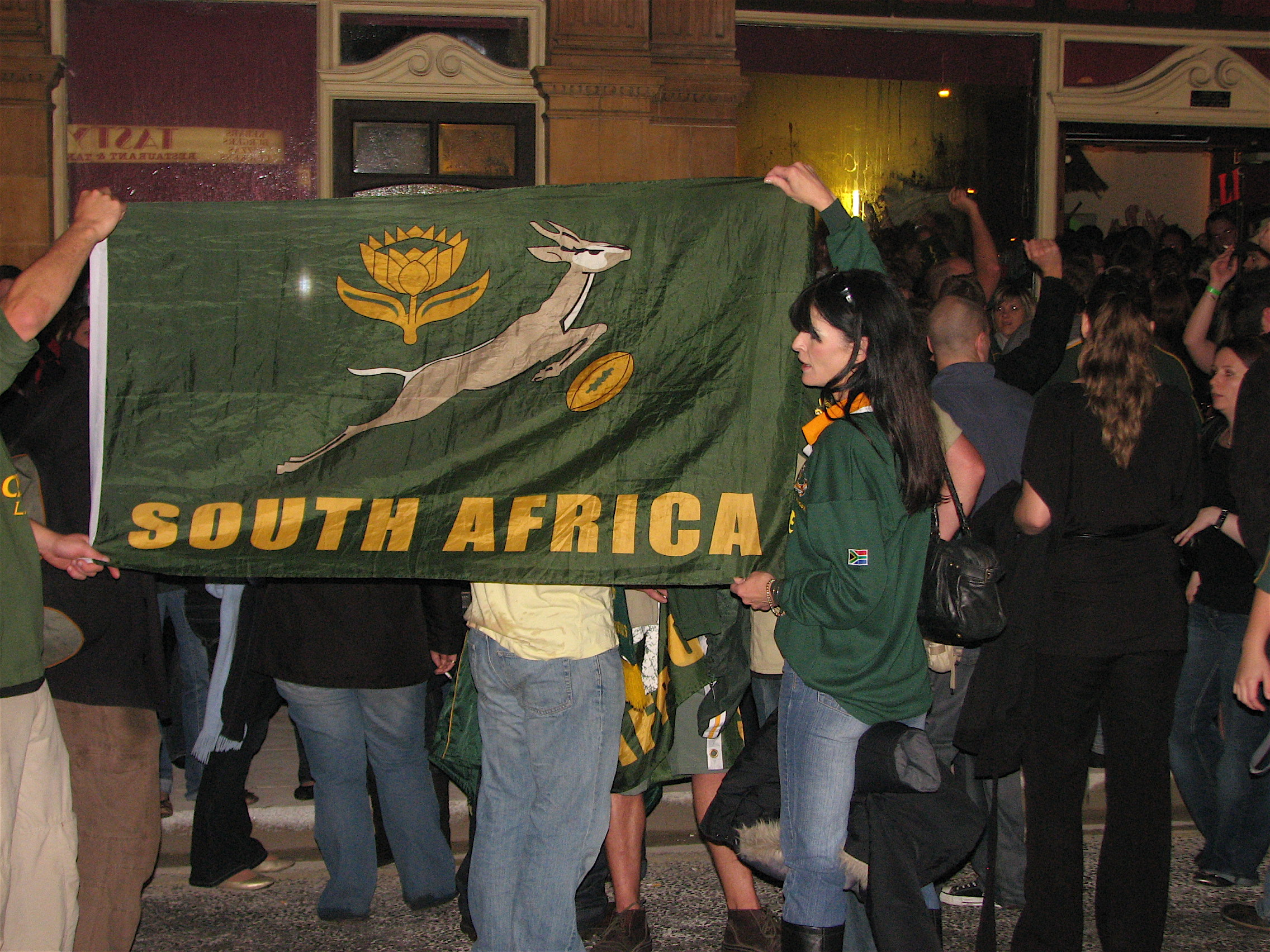
Supporters sud-africains blancs fêtant la victoire de leur pays lors de la coupe du monde de rugby en 2007.

Les blancs sont pour la plupart férus d'un sport : le rugby. Il a été introduit par les Britanniques au début du XXe siècle, et s'est très vite imposé comme sport de référence chez les blancs de par le rôle d'unificateur qu'il joua au sein de leur communauté, rassemblant autour d'une même équipe nationale Anglo-sud-africains et Afrikaners. Si le rugby est extrêmement populaire, c'est aussi à cause du cérémonial auquel il est associé; le braai qui est une réunion entre amis, en plein air, dans un jardin ou une aire de pique-nique mais c’est aussi un acte social qui rassemble la classe moyenne blanche, Afrikaners comme Anglo-sud-africains. Longtemps exclus des instances internationales de rugby en raison de sa politique d'apartheid, l'Afrique du Sud remporta sa première coupe du monde à domicile, en 1995, juste après sa réintégration. Elle renouvela la victoire en 2007.

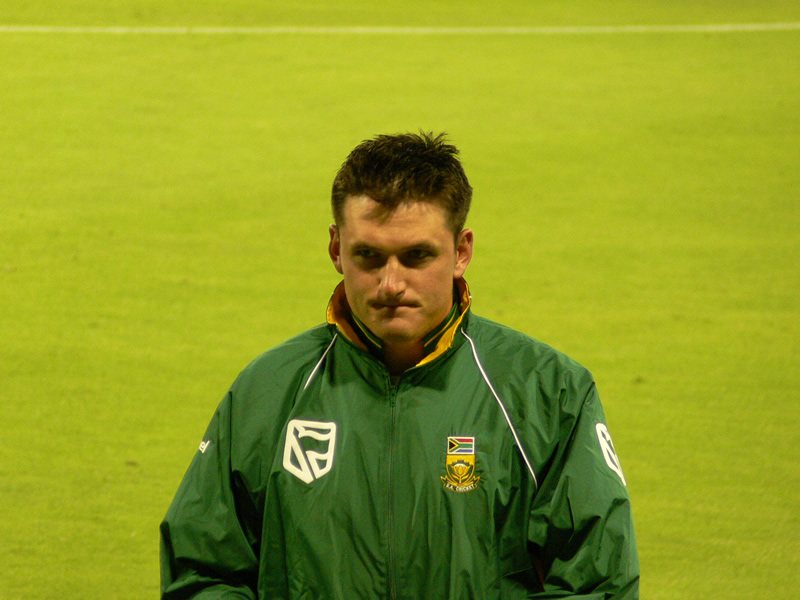
Graeme Smith est un des joueurs de l'équipe de cricket sud-africaine qui, comme celle de rugby, reste majoritairement blanche.

Si le rugby reste prépondérant, les blancs sont également férus de cricket et dans une moindre mesure pour les anglophones de football. Bien que pour la plupart des Blancs, le football local n’existe pas. Ils regardent surtout les matchs du championnat anglais, et non le derby local de soweto Orlando Pirates/Kaizer Chiefs.
Lors des matchs de rugby, les gradins sont noirs de blancs. Au football, c’est l’inverse. Lors du derby de Soweto, les seuls blancs sont assis en tribune d’honneur ou de presse. Mais les stades commencent à gagner un peu de couleurs pour la coupe du monde, un phénomène nouveau mais encore marginal.
Cependant un véritable abysse culturel sépare ces fans de sport, les blancs fans de rugby et de cricket ne comprennent pas les noirs fans de football. Ici en Afrique du Sud, le fossé racial est même sportif, traces d'un régime qui a pendant longtemps réservé le football aux noirs et le rugby aux blancs.

## Historique

### Une population originaire des Pays-Bas, d'Allemagne et de France

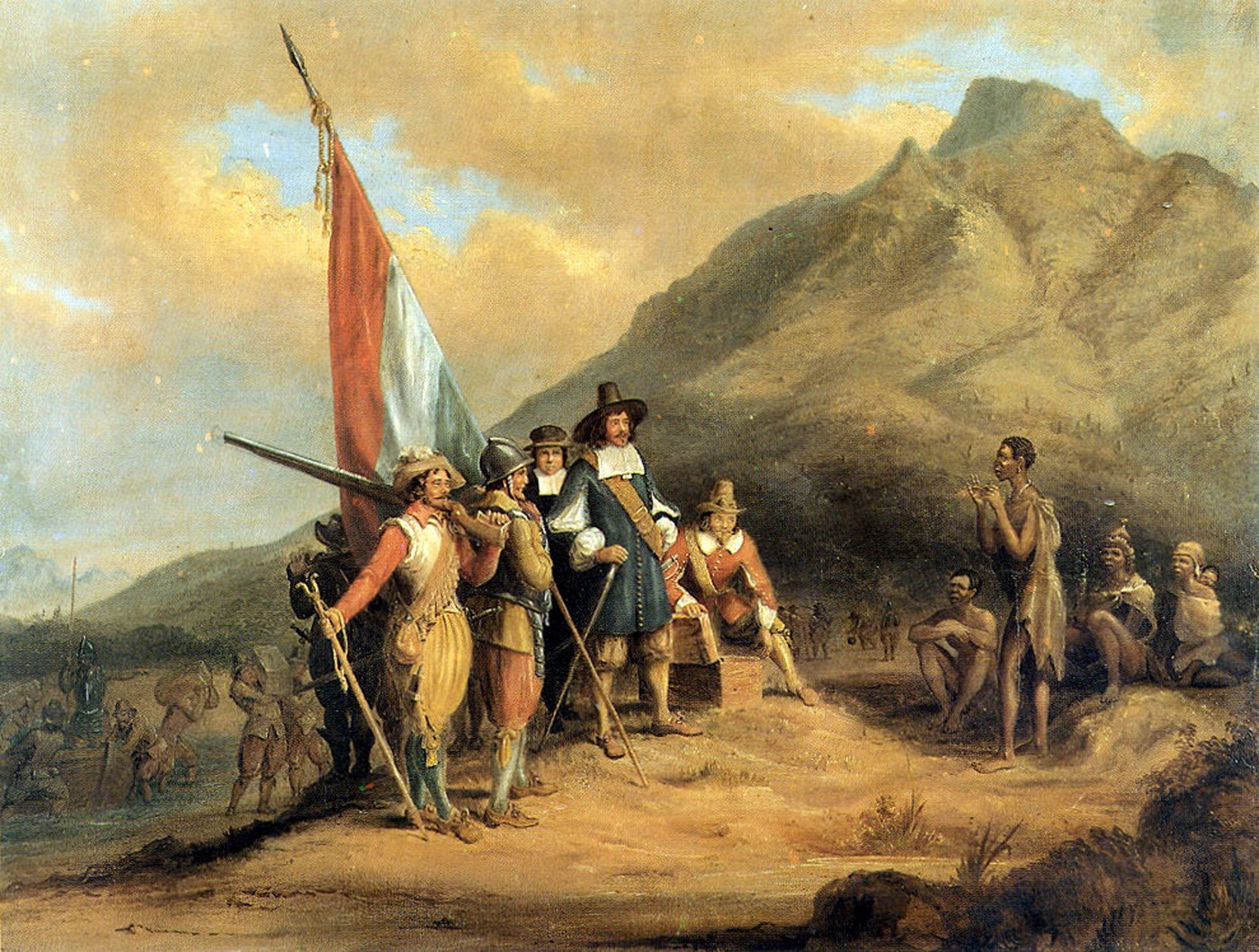
L'arrivée de Jan van Riebeeck au Cap en 1652.

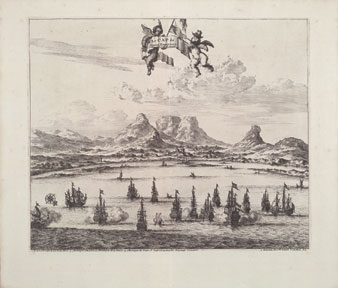
Représentation du Cap en 1727.

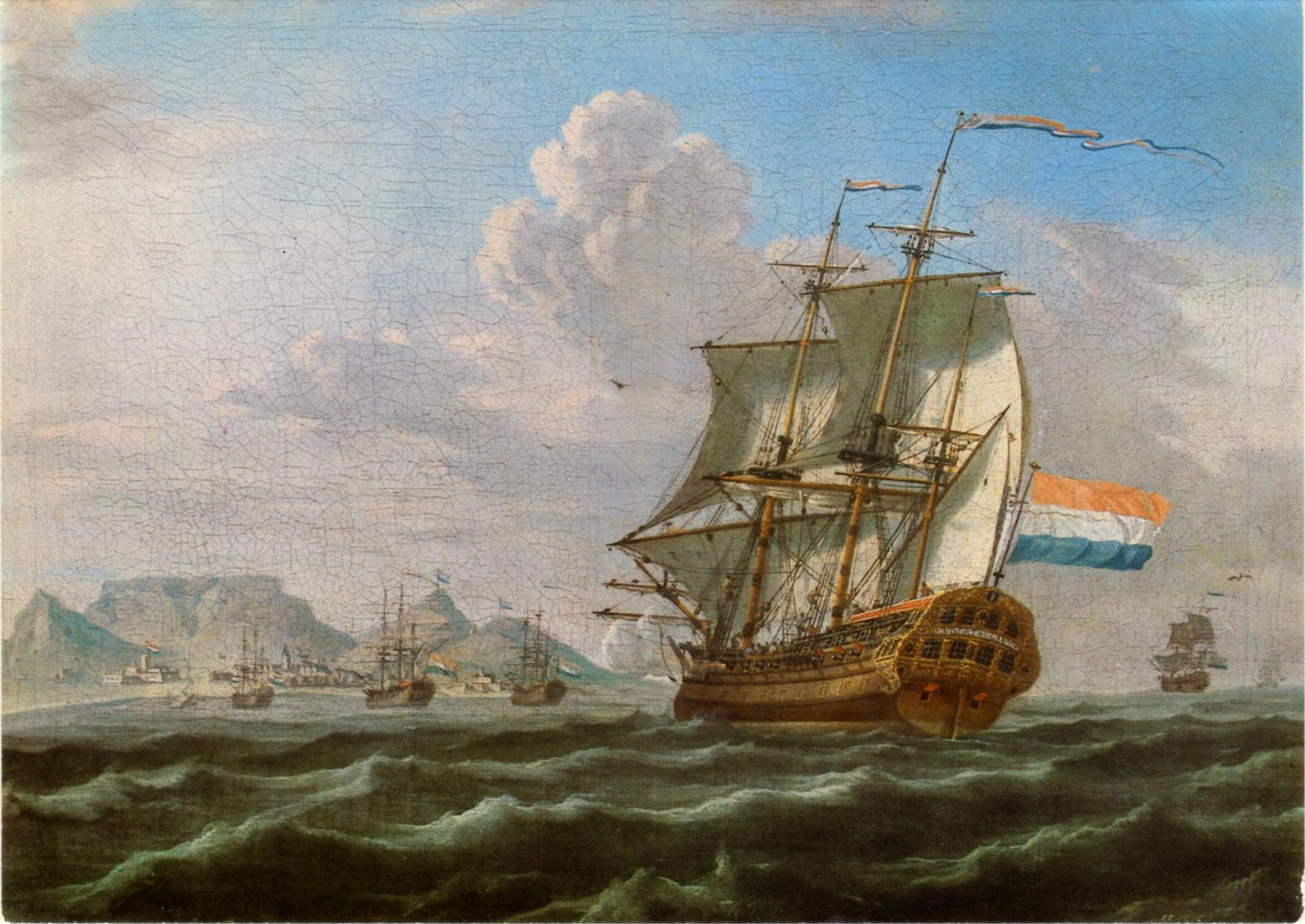
L'arrivée au Cap des navires de la Compagnie néerlandaise des Indes orientales.

L'histoire de l'implantation des populations d'origines européennes en Afrique du Sud commence réellement le 6 avril 1652 avec l'arrivée du commandant néerlandais Jan van Riebeeck dans la baie de la montagne de la Table où il fonde Le Cap, la ville mère de l'Afrique du Sud pour le compte de la Compagnie néerlandaise des Indes orientales.
L'établissement relais pour les navires que van Riebbeck fonde au Cap, compte au départ 90 personnes dont seulement huit femmes. En février 1657, neuf employés de la Compagnie des Indes orientales sont libérés de leur contrat et s'établissent librement. Ce sont les premiers sud-africains. En 1662, quand van Riebeeck quitte Le Cap, il laisse derrière lui 134 salariés de la Compagnie des Indes orientales : 35 colons libres, quinze femmes, 22 enfants et 180 esclaves importés de Batavia de Ceylan et de Madagascar pour pallier la pénurie de main d'œuvre.
En 1679, la ville de Stellenbosch est fondée en hommage au nouveau commandeur du Cap, Simon van der Stel, artisan du développement économique de la petite colonie.

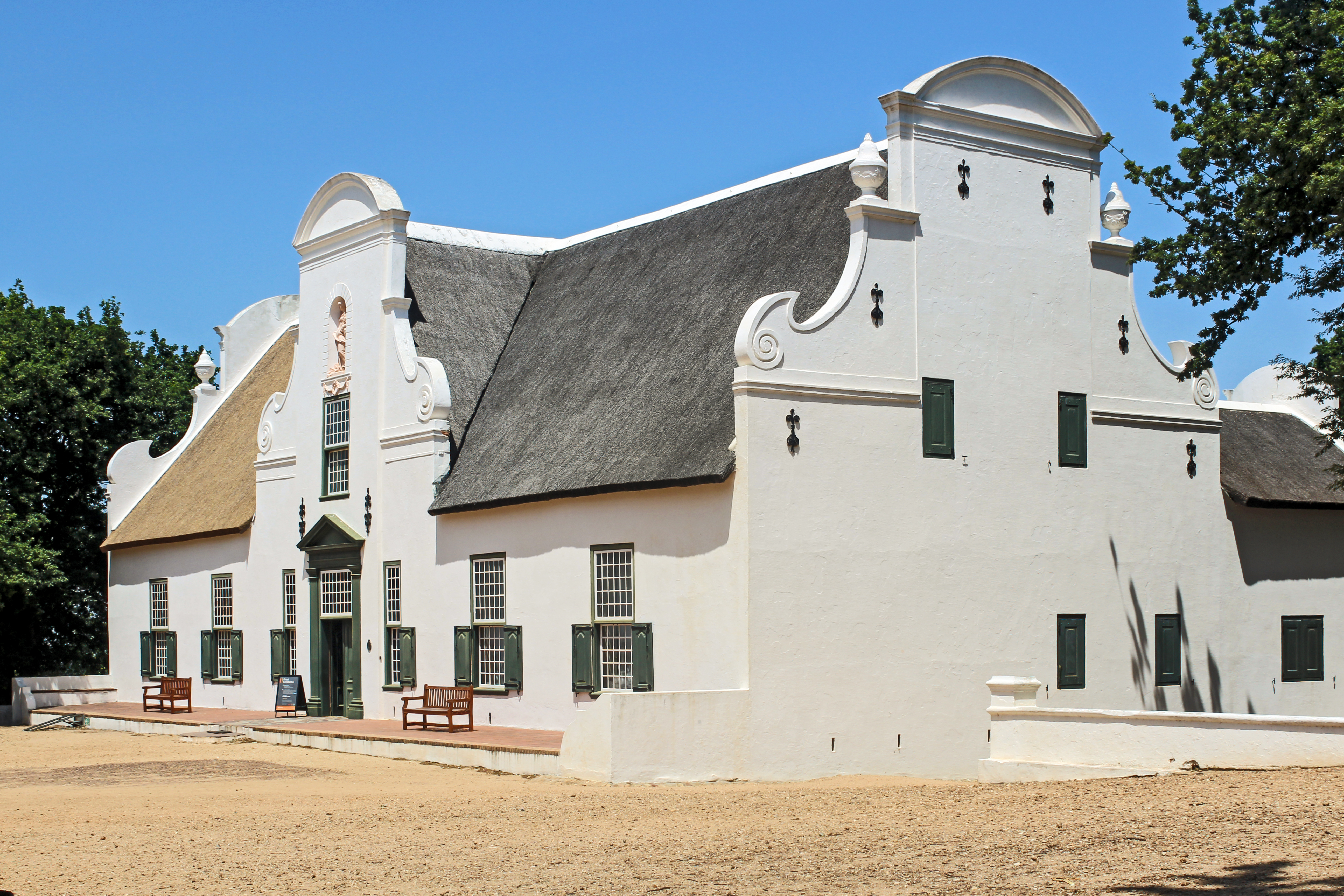
Groot Constantia, la demeure viticole de style hollandais du Cap de Simon van der Stel.

En 1685, le nombre de colons européens est de 800 personnes. Ce sont essentiellement des fermiers, des artisans ou des manutentionnaires. Ils sont rejoints en 1688 par 238 huguenots français chassés des villages du Sud-Luberon par la révocation de l'Édit de Nantes et installés par le commandeur Simon van der Stel dans la vallée d'Olifantshoek pour y développer la viticulture sur des terres riches en alluvions. Ces nouveaux colons sont instruits et vont marquer très fortement de leur empreinte la culture blanche sud-africaine. En 1691, le Cap devient officiellement une colonie.
En 1706, la première manifestation de défiance envers le gouvernement autocratique de Willem Adriaan van der Stel est organisée au Cap. Le jeune Hendrik Bibault refuse publiquement d'obéir aux injonctions d'un juge arguant du fait qu'il n'était plus Néerlandais mais Africain (Afrikaner). C'est la première manifestation d'une identité africaine spécifique des blancs de la colonie. En réaction, la Compagnie décide de stopper l'immigration néerlandaise dans celle-ci pour limiter l'utilité du Cap à sa fonction de station de ravitaillement. Par un certain nombre de mesures, la compagnie tente de planifier l'économie locale et de décourager tout développement industriel ou tout esprit d'initiative individuel qu'elle ne pourrait contrôler. Cette politique restrictive de harcèlement encourage l'esprit libertarien et l'individualisme des colons libres et des paysans néerlandais natifs de la colonie, dorénavant appelés Boers. Ces derniers franchissent les frontières pour s'établir hors de la juridiction de la colonie.
En 1708, la population d'origine européenne a triplé et compte 1 723 individus auxquels s'ajoutent 1 771 esclaves. Afin de contrôler l'émigration intérieure des Boers, la Compagnie fixe à chaque fois de nouvelles frontières situées au-delà des implantations boers les plus importantes. En 1745, elle annexe Swellendam et en 1786, s'empare de Graaff-Reinet, ville de frontière située en plein désert du Karoo à plus de mille kilomètres au nord-est de la ville du Cap.
L'expansion des Trekboers augmente néanmoins les risques de conflits avec les tribus indigènes émigrant d'Afrique centrale vers le sud et l'ouest du pays. Celles-ci vivaient à quelque 1 500 kilomètres du Cap sur la côte atlantique et à 700 kilomètres à l'est dans l'intérieur des terres. En 1779 ont lieu les premières escarmouches entre Boers et tribus indigènes Xhosas pour la possession de bétail dans les zones frontalières (première guerre Cafre). En 1781, à la recherche de nouveaux pâturages, les Xhosas franchissent le fleuve Great Fish et pillent la région frontalière du Zuurveld. En riposte, les Boers s'organisent en commandos et repoussent les Xhosas au-delà de cette rivière. Le conflit reprend encore huit années plus tard.
À la fin du XVIIIe siècle, la population blanche est majoritairement issue des Pays-Bas, des États allemands et de France. Ainsi, au moins 14 000 Allemands se sont installés dans la colonie du Cap entre 1652 et 1792, dépassant le nombre des huguenots français. En 1795, la population d'origine européenne compte alors 20 000 personnes et se trouve dépassée par celle des esclaves (25 000 individus).

### L'arrivée de colons britanniques

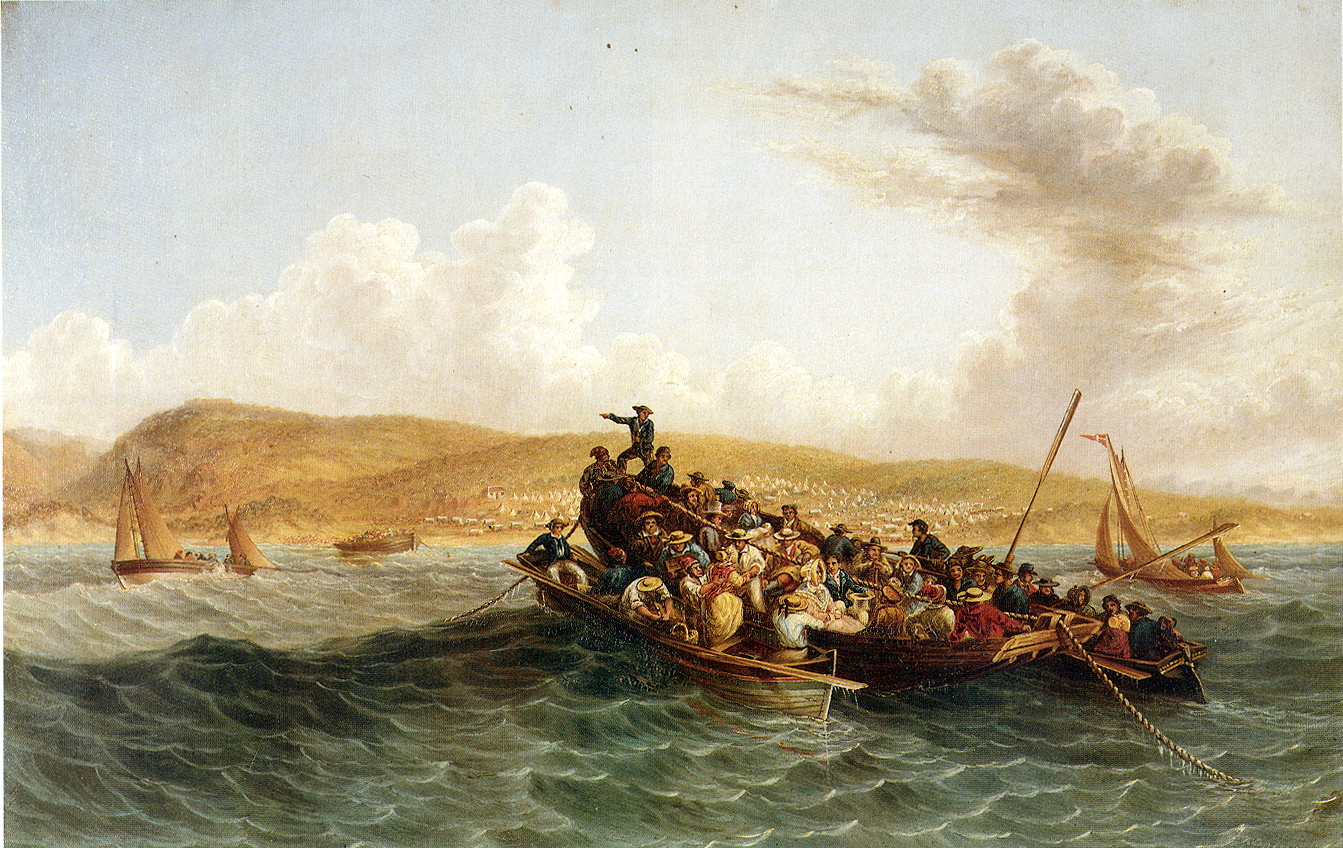
Arrivée des colons britanniques dans la baie d'Algoa (1820).

En 1795, une révolte boer à Graaff-Reinet contre les autorités coloniales tourne court et en 1806, les Britanniques succèdent aux Néerlandais au gouvernement de la colonie du Cap. Celle-ci s’étend alors sur 194 000 kilomètres carrés et compte un peu plus de 60 000 habitants dont quelque 25 000 Blancs, majoritairement des Boers d’origine franco-germano-néerlandaise, 15 000 Khoisans, 25 000 esclaves et un millier d’hommes libres (anciens esclaves libérés de leur servitude). Une étude portant sur les origines de la population afrikaner en 1807 répartissait celle-ci à l’époque en Néerlandais (36,8 %), États de langue allemande (35 %), Français (14,6 %), non blancs (7,2 %), autres (2,6 %), indéterminés (3,5 %) et Britanniques (0,3 %).
Au début du XIXe siècle, alors que les Britanniques prennent le contrôle du Cap, les Boers commencent à se penser en tant que nation, dotée d'une culture spécifique, fondée sur un dialecte, issu du néerlandais : l’afrikaans, une religion : le calvinisme, un territoire : les vastes espaces du Karoo, mais également l’intime conviction d’appartenir à un groupe privilégié comparable à celui des Hébreux de la Bible, dans le cadre d’une société encore esclavagiste. Cette communauté afrikaner est néanmoins partagée entre un groupe urbanisé, sensible au prestige culturel des nouveaux conquérants britanniques, et un groupe rural, jaloux de son indépendance et de ses privilèges, hostile à la nouvelle administration britannique.
Les tensions vont aller de mal en pis entre une partie de ces boers et l'administration britannique. En 1815, Frederic Bezuidenhout, un jeune Boer de l’intérieur, est tué par un policier hottentot après avoir refusé d’obtempérer à une convocation judiciaire et résisté à son arrestation. Son frère parvint à soulever une soixantaine de fermiers, décidés à le venger. Perçus comme des rebelles, ils sont pourchassés et acculés à la reddition. Jugés, cinq d’entre eux sont condamnés à mort et pendus à Slachters Neck, le 9 mars 1816.
Les premières vagues de colonisation britannique en Afrique du Sud commencent dans les années 1817-1819. Le gouverneur Charles Somerset souhaite alors fortifier la frontière-est de la colonie du Cap avec les territoires Xhosas. C'est dans cette optique qu'il entreprend d'intensifier la colonisation de la région frontière du Zuurveld située en amont de la rivière Sundays et en aval du fleuve Great Fish.
En 1820, avec le soutien de Lord Somerset et du parlement britannique, près de 4 000 colons anglais émigrent dans cette région au bord de l'océan Indien. Principalement d'anciens chômeurs urbains qui se révélèrent de piètres fermiers, ils s'établirent pour la plupart comme artisans et commerçants à Port Elizabeth, alors un petit village de la baie d'Algoa et à Grahamstown, alors garnison britannique. Cette nouvelle émigration de « loyaux sujets de Sa Majesté » permet de faire contrepoids aux descendants de colons néerlandais, rétifs à la nouvelle administration. Elle permet en outre d'angliciser la colonie.
En 1822, les autorités impériales britanniques, représentées sur place par un gouverneur chef de l'administration civile et militaire, retirent au néerlandais son statut de langue officielle dans les tribunaux et les services gouvernementaux. Un processus d’anglicisation est en marche alors que l'afrikaans est dénigré. En 1828, l’anglais devient la seule langue officielle des affaires administratives et religieuses. Les Hottentots se voient également reconnaître l'égalité des droits avec les blancs.

### Le Grand Trek des Boers

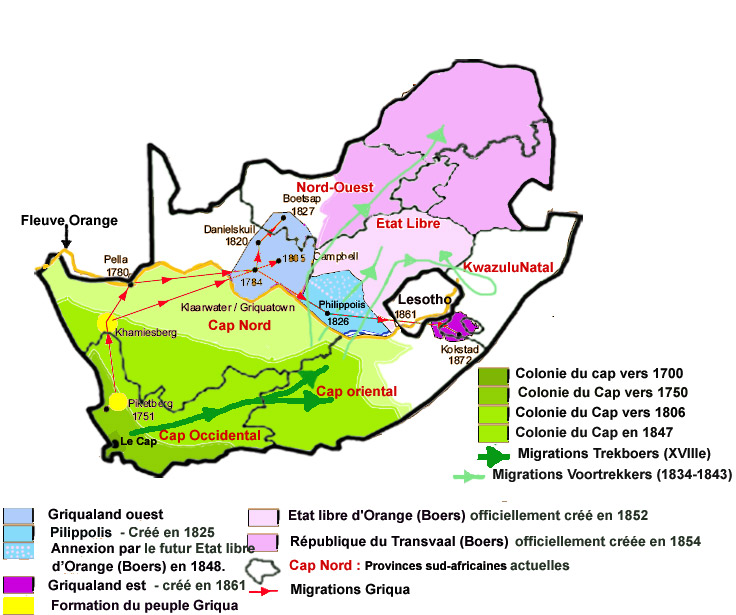
Carte d'Afrique du Sud indiquant l'évolution des frontières de la colonie du Cap de 1700 à 1847 ainsi que la migration des Griquas et des Boers au XIXe siècle.

En 1833, les Britanniques abolissent l’esclavage, provoquant ainsi l’exode d’une partie des éleveurs boers de la frontière. À partir de 1835, près de 15 000 boers quittent la colonie du Cap, franchissent le fleuve Orange et la chaîne du Drakensberg et s'enfoncent dans le pays zoulou. Beaucoup partent de Graaff-Reinet dans des convois menés par des chefs élus, le plus souvent charismatiques. En 1838, l'un d'entre eux, le chef voortrekker Piet Retief et ses compagnons sont massacrés par les Zoulous, donnant le signal du début des massacres de voortekkers (dont 41 hommes, 56 femmes et 185 enfants) à Blaauwkrans. Le 16 décembre 1838, après avoir prêté un serment envers Dieu, quelques centaines de Boers remportent une victoire décisive sur les impies (régiments) zoulous du roi Dingane lors de la bataille de Blood-River, fondement historique de la nation Afrikaner.

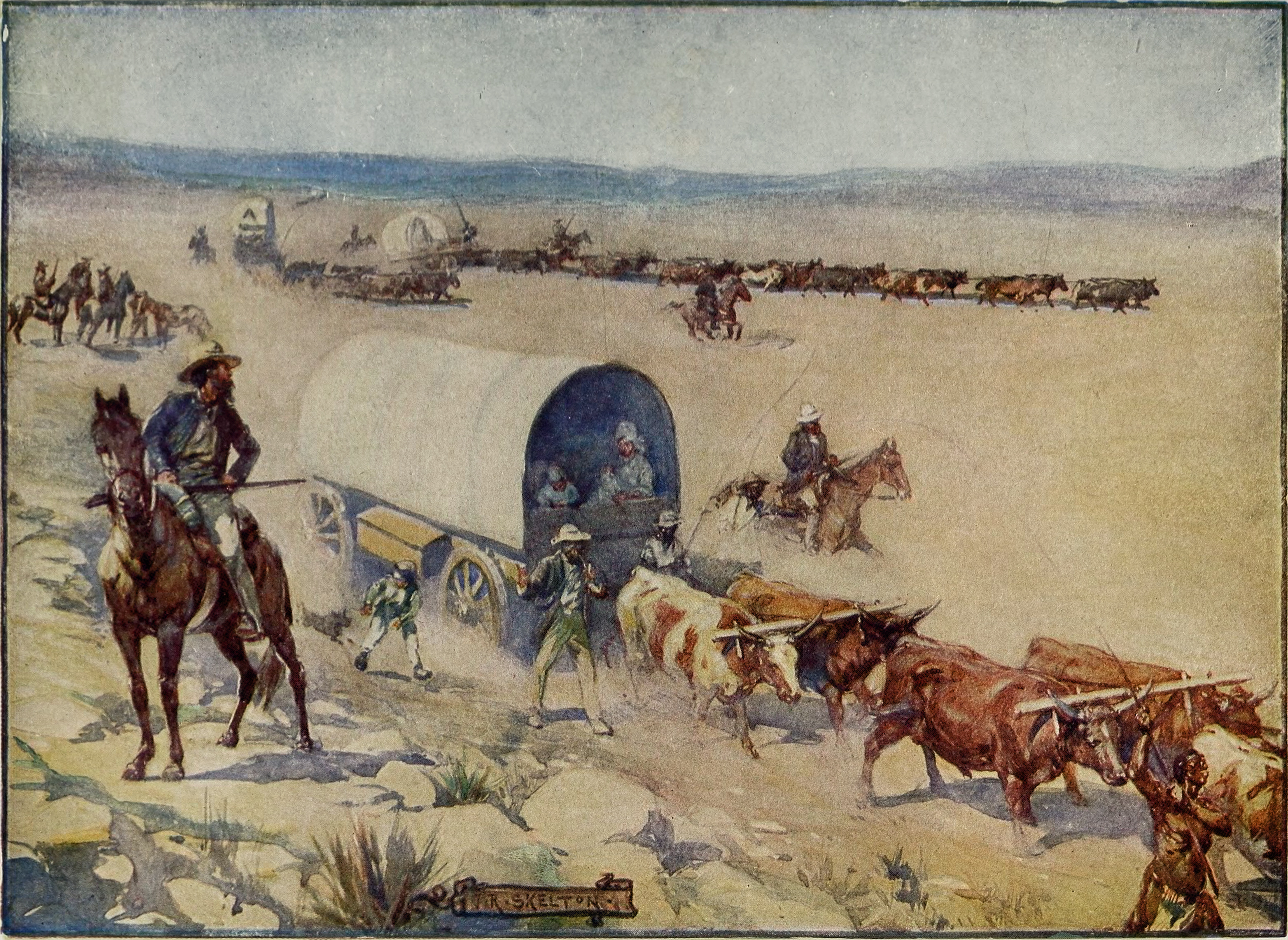
Les Voortrekkers (peinture de J.S. Skelton).

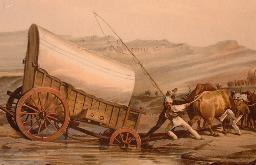
Le Grand Trek des Boers.

Quelques années plus tard, ces boers sont chassés du Natal où ils avaient fondé la république de Natalia, par les Britanniques qui annexent la région. Les Voortrekkers traversent de nouveau le Drakensberg, s’installent sur les plateaux austères du Veld, écrasent les Ndébélés du chef Mzilikazi et asservissent les Basotho. Ils constituent alors de nouvelles républiques boers qui finissent par former l'État libre d’Orange et la république sud-africaine du Transvaal, dont les Britanniques reconnaissent l’indépendance par le traité de Sand River.
Le Transvaal lors de sa fondation en 1852 est alors peuplé par 5 000 familles voortrekkers (soit une population totale de 40 000 personnes) mais il ne constitue pas alors un état territorialement constitué et uni bien qu'il revendique un territoire s'étendant du fleuve Vaal au fleuve Limpopo. Et ce n'est qu'en 1856 que ses élus votent la loi fondamentale établissant la république d'Afrique du Sud (« Zuid-Afrikaansche Republiek » - ZAR) et qui réserve le droit de vote aux seuls boers (Burghers et fils de burghers) présents sur le territoire lors de la ratification de la convention de Sand River. La constitution proclame explicitement l'inégalité des blancs et des gens de couleur que ce soit dans l’État ou dans l’Église (article 9). Ainsi, il est exigé que tous les membres de l'assemblée nationale et du conseil exécutif de la présidence soient membres de l'église réformée hollandaise de sang européen. La constitution affirme ainsi le caractère boer de la république, excluant de la citoyenneté les noirs, les métis, les asiatiques mais restreignant aussi les droits des Boers arrivés de fraiche date sur le territoire et excluant des fonctions électives tout blanc naturalisé qui ne soit pas calviniste. Cette disposition, bien qu'assouplie par la suite vis-à-vis des Boers, sera contestée par les uilanders (étrangers) anglophones de Johannesbourg dans les années 1890, et sera l'une des causes du raid Jameson et de la seconde guerre des Boers.

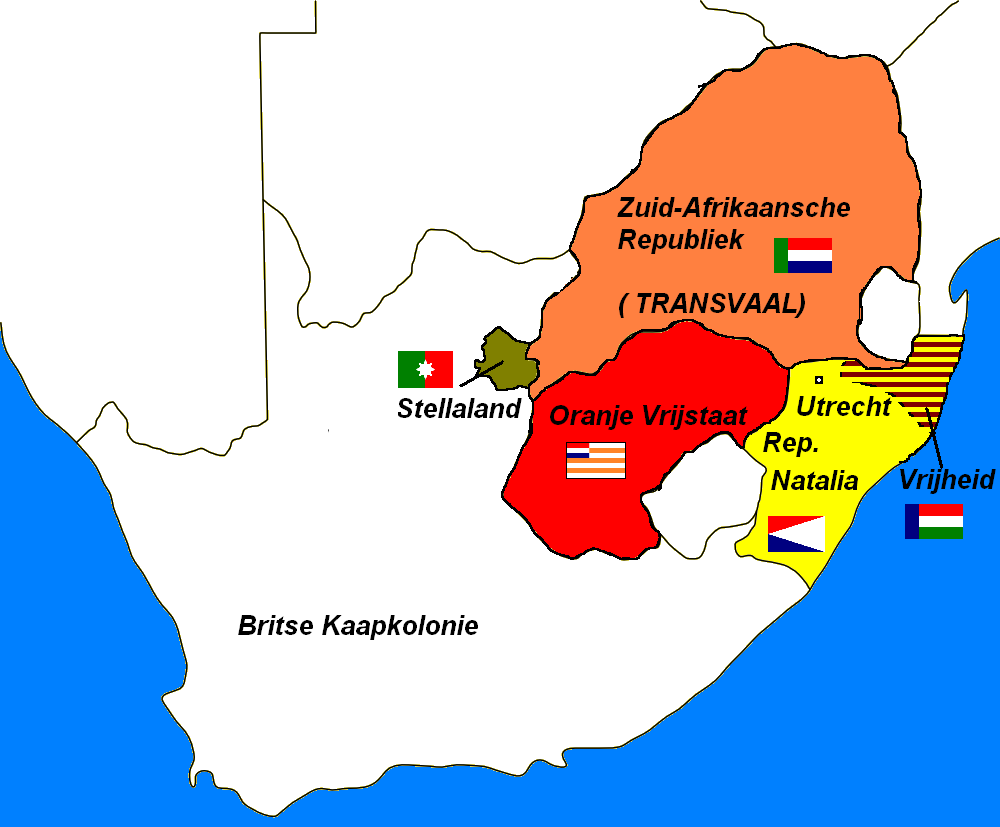
Les républiques boers au XIXe siècle.

De son côté, la colonie du Cap prospérait et s'étendait. En 1847, la Cafrerie britannique est annexée. À la suite d'une immense famine qui plonge la cafrerie dans la misère, tuant plus de 50 000 Xhosas en six mois en 1856, la population indigène passe en deux ans de 105 000 à moins de 27 000 individus. Les terres dépeuplées sont alors attribuées à plus de 6 000 immigrants européens d'origine allemande dont un certain nombre étaient d'anciens membres de la légion germanique qui avait combattu aux côtés des Britanniques lors de la guerre de Crimée. En 1866, tout le territoire de la Cafrerie britannique est incorporé à la colonie du Cap pour former les districts de King William's Town et de East London.
Durant cette période, le colonial office tente également de faire du Cap une colonie pénitentiaire pour les Irlandais reconnus coupables de crimes et délits. En 1848, à la suite de la réaction violente des administrés du Cap, alors que le premier navire pénitencier approchait des côtes sud-africaines, le gouverneur Harry Smith décida, pour préserver la paix civile, d'interdire d'accostage les prisonniers lors de leur arrivée à Simon's Bay le 19 septembre 1849. Au bout de cinq mois de blocage, le Colonial Office décida alors de dérouter le navire vers la Tasmanie. En refusant d'être une colonie pénitentiaire, l'Afrique du Sud se privait alors de toute une nouvelle catégorie de population qui allait participer au développement des communautés européennes d'Australie et de Tasmanie. Les administrés de la colonie du Cap profitèrent néanmoins de cet épisode pour réclamer de nouveaux droits, notamment celui de s'autogérer.
Le 11 mars 1854, la colonie du Cap est dotée d'une constitution avec un parlement élu au suffrage censitaire, légiférant sur les affaires intérieures. Au contraire du Transvaal, l'égalité des races, reconnues depuis 1828, est réaffirmée. Ainsi, un grand nombre de métis (55 % de la population du Cap) se retrouve électeurs de plein droit à la Chambre basse.

### L'hostilité entreBritanniquesetrépubliques boers
Au début des années 1860, alors que l'économie des républiques boers est autarcique et primitive, celle de la colonie du Cap est des plus prospères. Des mines de cuivre commencent à être exploitées et les chemins de fer commencent à se développer. En 1869, l'élevage d'autruches devient une nouvelle activité prospère de la colonie et participe au développement économique de la région d'Oudtshoorn.
En 1865, la colonie du Cap compte 180 000 habitants d'origine européenne alors que toute l'Afrique du Sud compte aux alentours de 250 000 Blancs. Elle compte aussi 200 000 Métis et Hottentots ainsi que 100 000 Bantous, établis principalement dans la région orientale de la colonie. L'immigration européenne reste inférieure aux prévisions. Ainsi entre 1820 et 1860, la moyenne des immigrants ne dépasse pas 750 personnes par an bien que la population blanche sud-africaine ait doublé entre 1820 et 1835. L'accroissement démographique est donc essentiellement dû à la natalité. Le peuplement européen de l'Afrique du Sud n'a jamais été prioritaire, que ce soit sous l'administration néerlandaise ou britannique bien que cette dernière ait réactivé une politique d'immigration pour faire du territoire sud-africain une colonie de peuplement. Mais pour des raisons stratégiques, le gouvernement britannique et le Colonial Office s'attachaient prioritairement au peuplement du Canada et de l'Australie. Ainsi, il n'était pas étonnant que les navires affectés à la desserte de la colonie du Cap soient en nombre plus restreint et que parfois, ceux-ci fussent réaffectés pour desservir d'autres destinations.

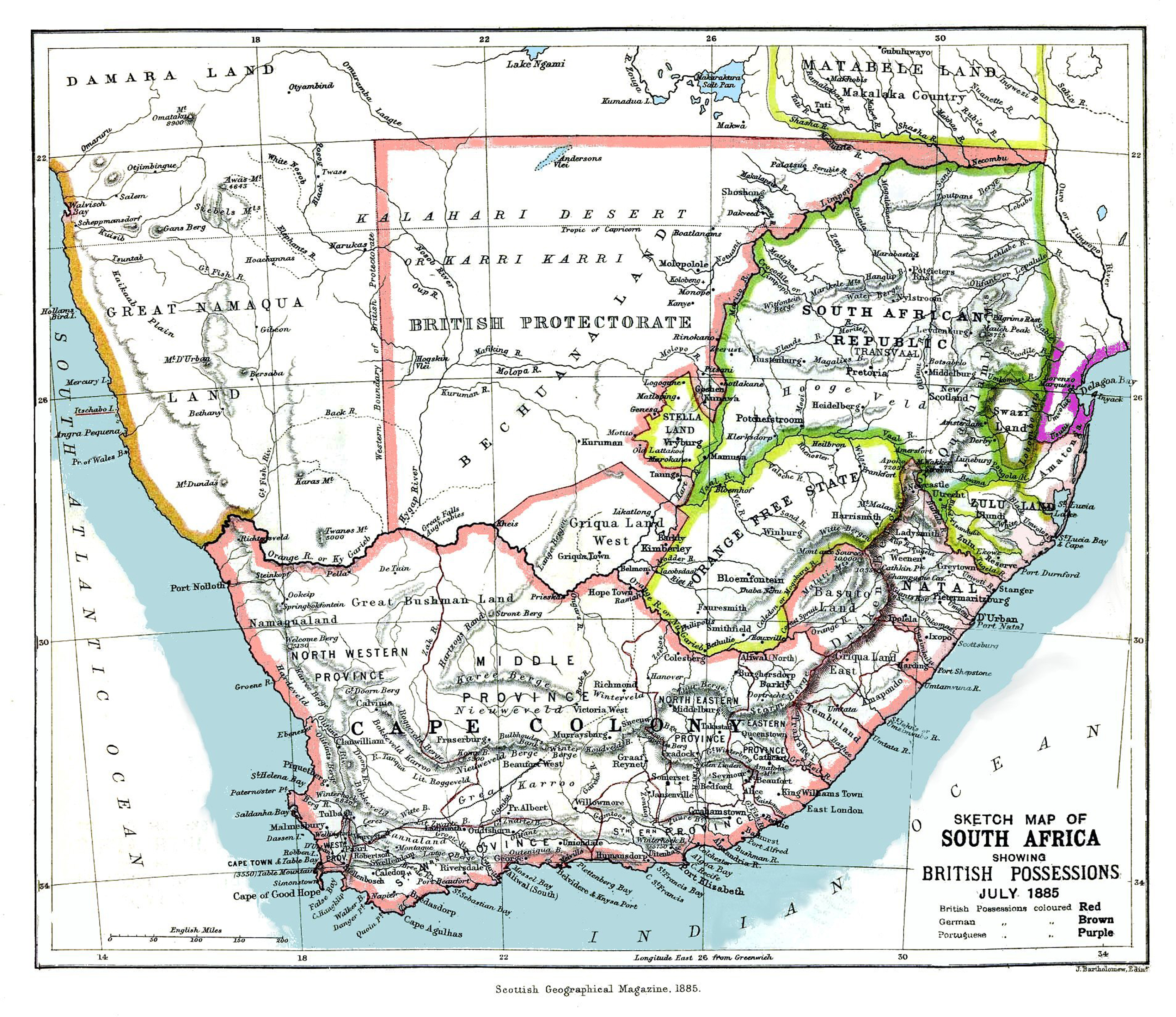
L'Afrique du Sud en 1885

À partir de 1867, l'Afrique du Sud commence à connaître une ruée vers le diamant. Jusque-là perçu en Europe comme une contrée pauvre et dangereuse, le sous-sol de la région révèle ses potentielles richesses. Les colons britanniques sont les premiers à bénéficier de l'émergence de l'industrie diamantaire mais ce sont de tous les pays d'Europe et même d'Amérique qu'affluent des milliers d'aventuriers et de prospecteurs en quête de diamants. Au Transvaal, les relations quotidiennes entre boers et noirs ne sont régies dans un premier temps par aucune loi, à l'exception des restrictions imposées par loi fondamentale. Les premières lois mentionnent notamment qu'« aucun indigène n'est autorisé à s'établir près des agglomérations, au détriment des habitants, sans une permission expresse de l'Assemblée » ou que « Tout indigène doit être porteur d'un laissez-passer remis par son maître, par un missionnaire, par un chef de tribu ou par un landrost (maire) » et sont principalement rédigés dans le but de protéger les travailleurs permanents contre les vagabonds. La loi distingue imperceptiblement les descendants des noirs venus du Cap avec les Voortrekkers de ceux qui vivent dans les territoires tribaux et auxquelles ces dispositions sont principalement destinées.

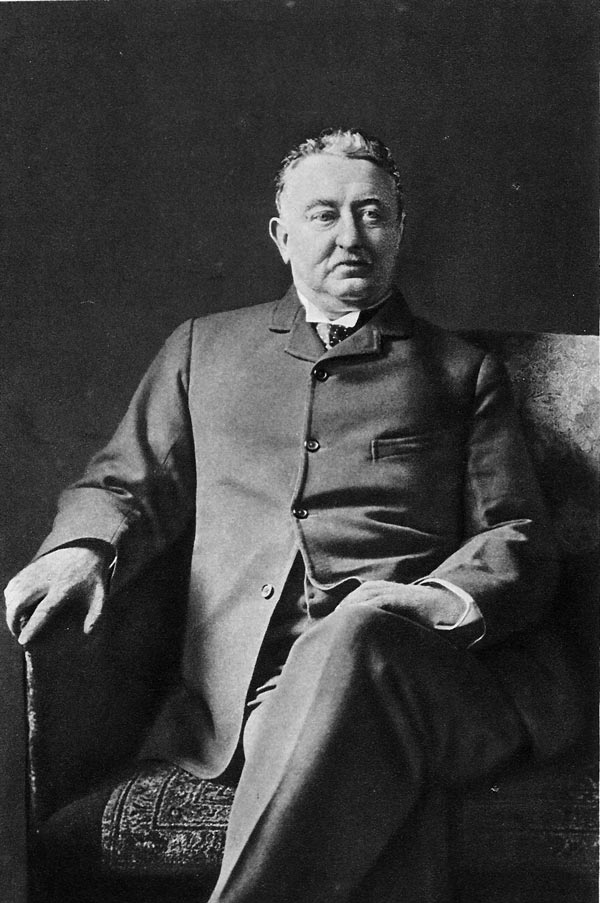
Cecil Rhodes

En avril 1877, le Transvaal au bord de la banqueroute est annexé par la Grande-Bretagne avant de retrouver son autonomie en 1881 au prix d'un soulèvement général concomitant à la montée au Cap d'un nationalisme des locuteurs de langue afrikaans, les Afrikaners. En 1875, un groupe d'enseignants et de pasteurs formèrent un mouvement de revendication culturelle, l'« Association des vrais Afrikaners » dont l'objectif était de défendre et d'imposer l'afrikaans aux côtés de l'anglais comme langue officielle de la colonie. La défense de la langue se confond avec celle de l’identité afrikaans. En 1876, une revue en afrikaans, « Die Afrikaanse Patriot », fut ainsi éditée et en 1877, l'historien Stephanus Jacobus du Toit publia le premier livre d’histoire des Afrikaners, écrit qui plus est en afrikaans, Die Geskiedenis van ons Land in die Taal van ons Volk (L’Histoire de notre pays dans la langue de son peuple) qui s’apparente à un manifeste politique des Afrikaners imprégné de mysticisme, relatant la lutte d’un petit peuple élu, fidèle au dessein de Dieu, identifiant le Grand Trek de 1836 à l’exode d’Égypte. En 1881, des Afrikaners nationalistes du Cap fondent alors l'union afrikaner (Afrikaner Bond), partisane de l'inclusion des républiques boers et de la colonie du Cap. Le parti s'implante également au Transvaal et dans le gouvernement de Paul Kruger. D'abord unitaire, le Bond finit cependant par se fragmenter entre plusieurs courants politiques. Certains sont loyalistes et patriotes envers la Couronne, d'autres promeuvent l'insubordination et la résistance. La Ligue du Cap se dissocie notamment des ligues de tendances républicaines. Reposant sur un néo-calvinisme rigoureux inspiré des théories d'Abraham Kuyper, le projet global de l'Afrikaner Bond est d'établir une nationalité sud-africaine pour un pays souverain, dirigé par les Afrikaners. Le pays défendrait ses propres intérêts et non ceux de la métropole européenne, que ce soit dans les domaines politiques, économiques et commerciaux. Le Royaume-Uni demeurerait un partenaire privilégié. Adoptant une ligne pragmatique, le chef du Bond, Jan Hendrik Hofmeyr, défend un nationalisme sud-africain regroupant Afrikaners et Britanniques. S'ils pensent que les indigènes sont politiquement et socialement inférieurs aux Blancs, il défend cependant le droit de vote en faveur des élites noires. Dans les faits, de 1881 à 1898, le Bond est tout-puissant. Hofmeyr détermine les votes des députés néerlandais (afrikaners) du parlement du Cap tout comme il amorce la politique du Bond et influence celle du gouvernement. Ainsi, c'est sous son influence qu'en 1882, le parlement du Cap autorise l'utilisation du néerlandais lors de sessions parlementaires. L'obligation de bien savoir parler anglais pour être élu député est peu après supprimée pour un certain nombre de sièges ce qui permet l'élection d'Afrikaners de l'arrière-pays au parlement.
En 1890, le Bond soutient l'homme d'affaires ambitieux, Cecil Rhodes pour occuper le poste de premier ministre. Cecil Rhodes était un expansionniste qui avait entrepris de relier Le Cap au Caire par la voie du chemin de fer sans jamais quitter un territoire africain sous souveraineté britannique. Il avait dans ce but financé une colonne de pionniers pour annexer les territoires en amont du Transvaal.
Au Transvaal, la découverte d'or dans la région du Witwatersrand précipita l'arrivée de prospecteurs et de travailleurs anglais qui finirent par surpasser le nombre de Boers dans la région de la ville champignon de Johannesbourg et à réclamer des droits politiques. L'irruption soudaine du système industriel dans une société fondée sur la volonté de préserver un certain ordre social, un mode de vie rural et le refus des ingérences extérieures, allait avoir des répercussions internes considérables, menaçant l'ordre établi par les descendants des Voortrekkers et déplaçant le centre de gravité économique de l'Afrique du Sud de la colonie du Cap au Transvaal. De fait, l'empire britannique supporte mal que ses citoyens établis dans le Transvaal soient traités comme des citoyens de seconde zone. Désireux d’accaparer les gisements d’or autant que d’unifier toute l’Afrique du Sud sous l’Union Jack, les autorités britanniques du Cap sous l’égide de Cecil Rhodes provoquèrent une série d’incidents qui aboutirent en 1899 au déclenchement de la guerre anglo-boer opposant les Afrikaners du Transvaal et de l'Orange aux Britanniques.

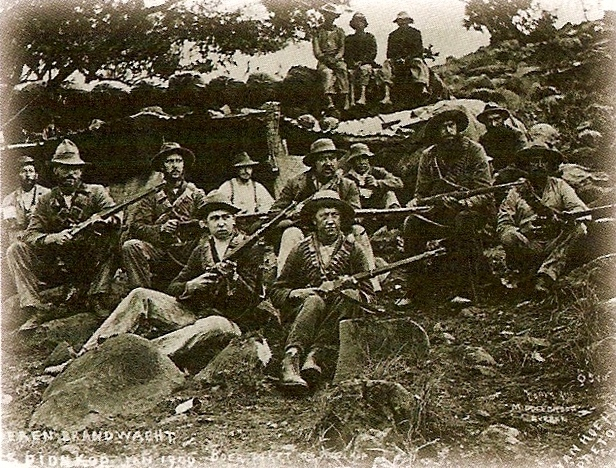
Commandos Boers

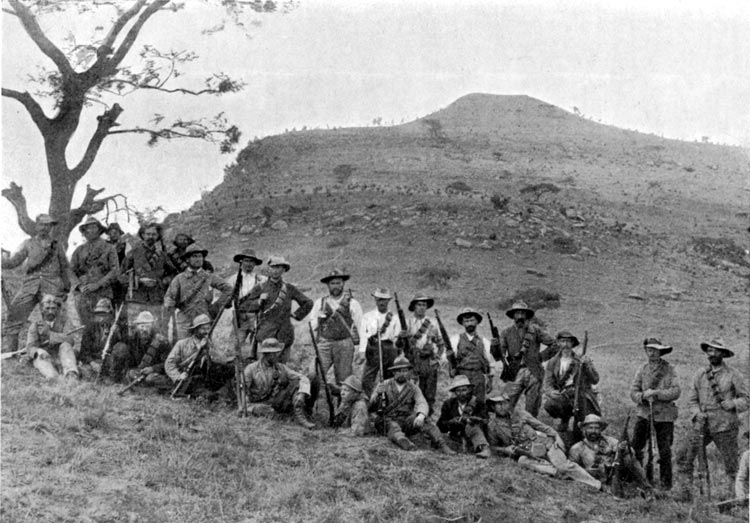
Commandos Boers

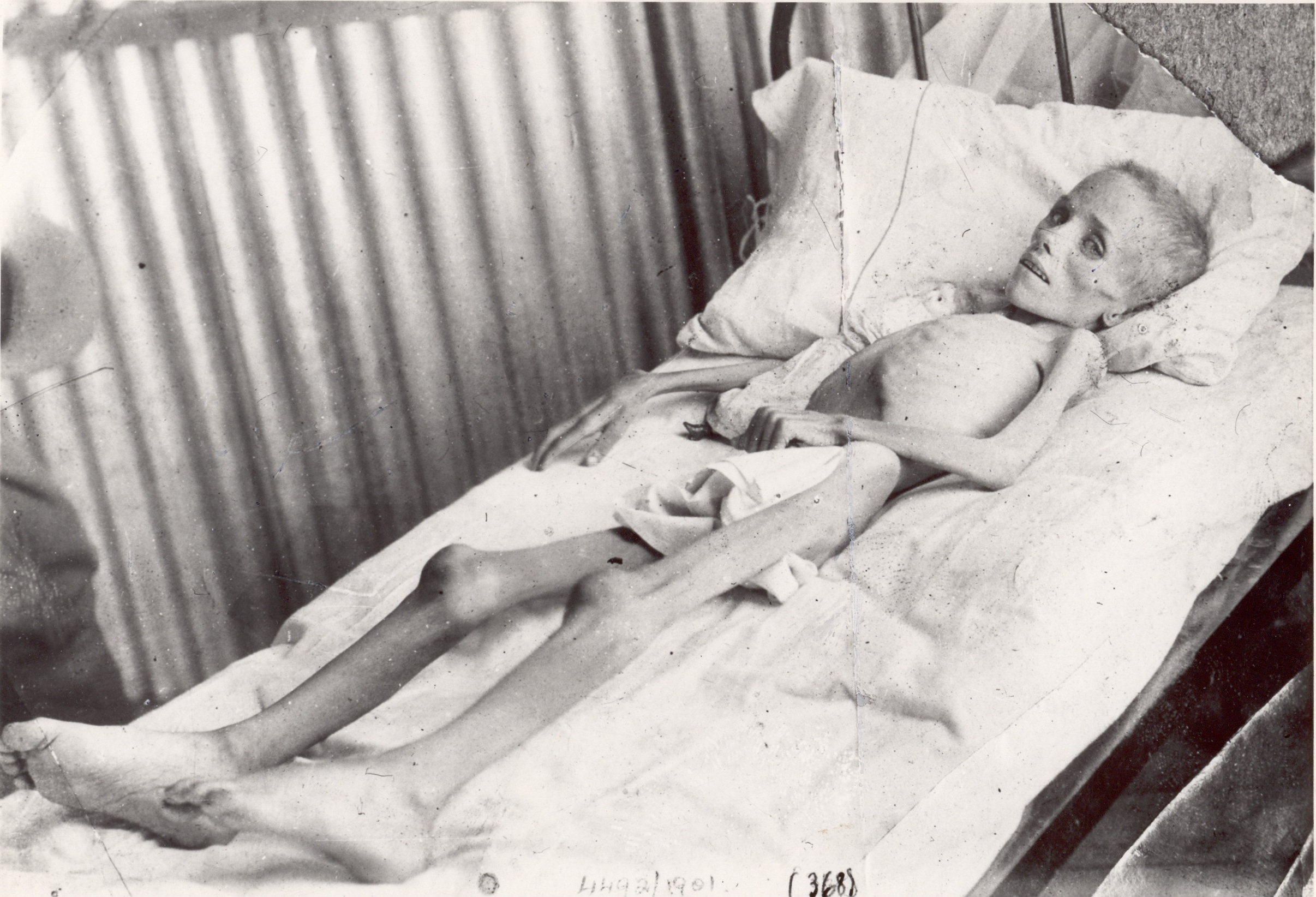
Lizzie van Zyl, enfant boer internée et morte dans le camp de concentration britannique de Bloemfontein durant la seconde guerre des Boers

Cette Seconde guerre des Boers aboutit assez rapidement à une victoire des Britanniques. Cependant, face à une guérilla particulièrement active et meurtrière, le commandement britannique, disposant pourtant sur place de 450 000 hommes (Britanniques et troupes coloniales) n'hésita pas à mener une politique de la terre brûlée, à construire tous les 100 yards des postes fortifiés, entourées et reliés par des fils barbelés et à parquer les populations Afrikaners du Transvaal et de l'Orange dans des camps de concentration où périrent près de 27 927 d'entre eux, dont 22 074 enfants de moins de 16 ans, soit 10 % du nombre de Boers vivant dans ces deux républiques. Finalement, 30 000 fermes furent détruites ainsi qu'une quarantaine de petites villes. Un quart de la population boer, soit 116 572 personnes, fut internée aux côtés de 120 000 Africains noirs.
Cet épisode de l’histoire sud-africaine qui marque la dissolution des répliques boers, solidifie le ressentiment antibritannique des Boers, le républicanisme et renforce le mouvement identitaire des Afrikaners qui va les marquer tout au long du XXe siècle. Vaincus militairement, les Afrikaners vont s’adapter pour survivre en tant qu’entité distincte au sein d’un État moderne, industriel et urbanisé. Si certains renoncent à leur identité culturelle donnant naissance aux anglo-afrikaners, d’autres vont chercher à préserver leur spécificité culturelle sur fonds d’esprit de réconciliation entre les ennemis d’hier. Ils vont dès lors entamer une lente reconquête du pouvoir politique afin de garantir la pérennité de leurs droits historiques, linguistiques et culturels sur l’Afrique du Sud. Ainsi, l’imposition de l’anglais dans les anciennes républiques boers, l’interdiction de l’enseignement de l’afrikaans et diverses mesures vexatoires ont pour corollaire la création d’écoles privées gérées par les Afrikaners eux-mêmes qui fournissent alors un terrain propice à la création d’une identité commune fondée sur la langue afrikaans, la croyance calviniste et une interprétation quasi religieuse de l’histoire.
Au sein de la colonie britannique du Transvaal, des vétérans de la guerre comme Jan Smuts ou Louis Botha deviennent des chefs politiques incontournables tout comme le sont les afrikaners Abraham Fischer et James Barry Munnik Hertzog dans l'état libre. En mai 1904, avec Jan Smuts et d'autres vétérans boers, Louis Botha fonde un parti politique afrikaner, « Het Volk » (le peuple), prônant la réconciliation nationale et l'autonomie de l'Afrique du Sud.
Après la victoire des libéraux au Royaume-Uni en 1905, Botha envoie Smuts à Londres négocier le principe de l'autonomie du Transvaal. En 1906, ce dernier obtient une autonomie politique. Louis Botha devient alors premier ministre du Transvaal. Ce dernier part en Europe pour faire des conférences, laissant Smuts gérer les affaires internes.

### L'Union sud-africaine

Drapeau AFS 1910.

En 1910, l'Union sud-africaine est proclamée sous forme de dominion de la Couronne. Constitué du Transvaal, du Natal, de l'état libre d'Orange et de la province du Cap, le pays compte alors 5,8 millions d'habitants dont 3,9 millions de Noirs, 517 000 coloureds, 148 000 Asiatiques et 1,3 million de Blancs, dont plus de 700 000 sont afrikaners. Il y a donc un peu plus d'un blanc pour 4 noirs mais la répartition démographique est très inégale selon les provinces et les régions.
La constitution de l'Union sud-africaine forme un compromis politique et social entre les Afrikaners et les Anglo-sud-africains. Dans les provinces du Transvaal et de l'État libre d'Orange, anciennes républiques Boer, le droit de vote est notamment réservé aux seuls blancs alors que dans la province du Cap où les Anglo-sud-africains sont beaucoup plus nombreux, le droit de vote est partagé selon un système censitaire avec les Coloureds et dans une moindre mesure avec les noirs (minoritaires dans la province).
Louis Botha, un ancien général boer, est le premier chef de gouvernement sud-africain mais son nationalisme tempéré, tout comme celui de Jan Smuts, son principal ministre et inspirateur de la constitution sud-africaine, est rejeté par les radicaux du mouvement identitaire afrikaner.
De 1910 à 1924, le gouvernement est formé par le Parti sud-africain de Botha et Smuts. Cette alliance représente les Anglo-sud-africains ainsi que les Afrikaners modérés. Louis Botha et Jan Smuts se succèdent à la tête de l'État.

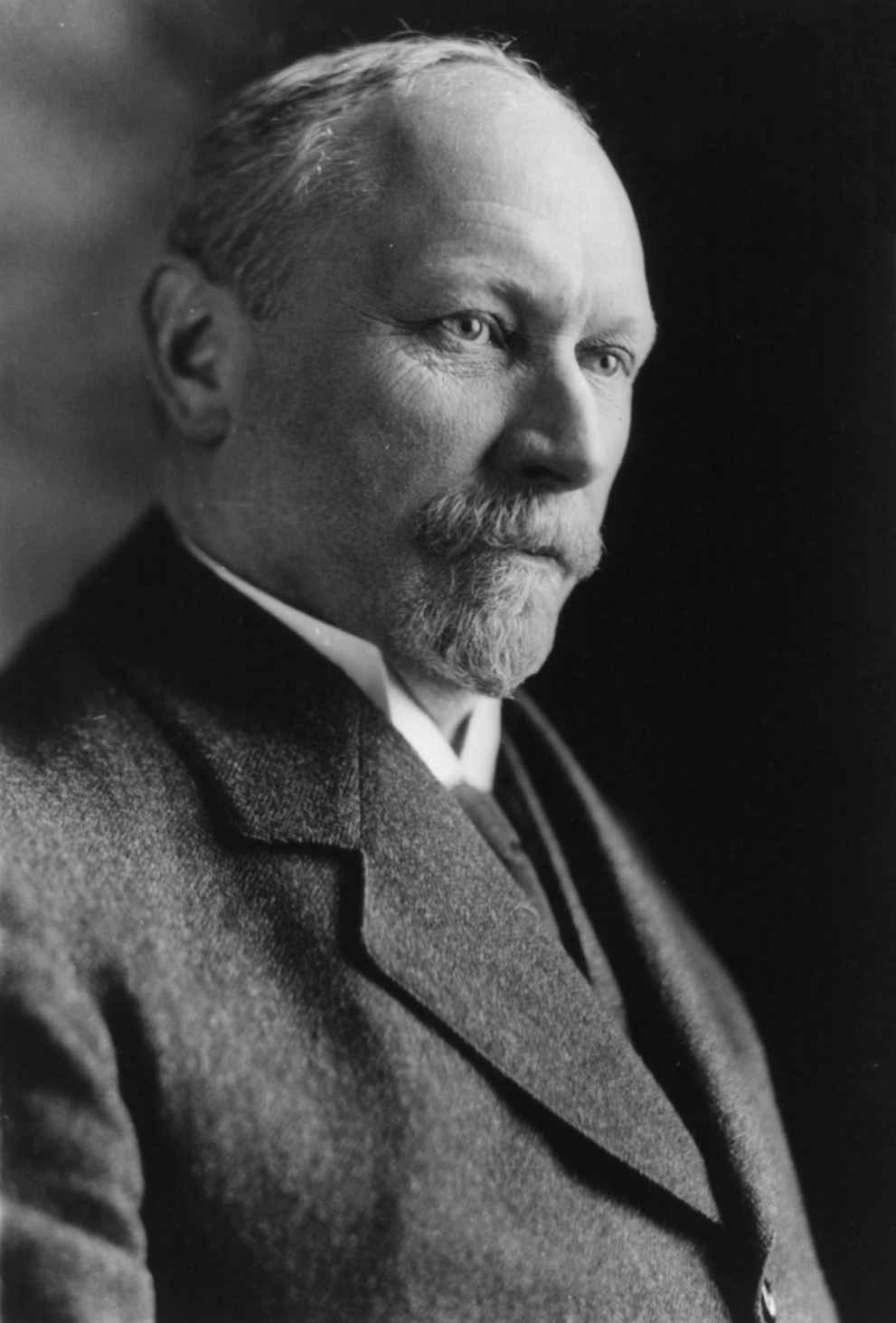
Jan Christiaan Smuts en 1919.

Pour satisfaire les revendications des blancs les plus pauvres mais aussi les conglomérats miniers, des lois de ségrégation raciale sont adoptées au niveau national, renforçant la discrimination du système empirique de Colour bar appliqué diversement dans les différentes provinces.
En 1914, plusieurs anciens vétérans de la guerre des Boers comme Christiaan de Wet tentent sans succès une insurrection visant à rétablir les républiques boers.
La Première Guerre mondiale permet au dominion de conquérir de nouveaux territoires comme la colonie du Sud-Ouest africain allemand en 1915. Mais cet engagement aux côtés des Britanniques est dénoncé par les Afrikaners intransigeants, partisans des Allemands du Sud-Ouest Africain.
Après la Première Guerre mondiale, les paysans afrikaners, chassés du platteland par une grave sécheresse et une crise économique, se retrouvent confrontés à un double phénomène d’urbanisation et d’acculturation, et entrent en compétition avec les ouvriers noirs au moindre coût. Les valeurs et l’ordre traditionnel des Afrikaners s’effondrant, ces derniers se sentent acculés face à la domination des Anglo-sud-africains, de leurs valeurs liées aux affaires et à l’argent et face au risque de submersion des noirs qui affluent alors vers les villes. Ceux qu’on appelle alors en 1920 les « pauvres blancs » sont plus de 300 000 personnes, essentiellement des Afrikaners. Face à cette situation, les nationalistes afrikaners s’efforcent de réinventer des modèles culturels afin de sortir les Afrikaners pauvres de leur condition misérable et à les aligner sur la petite bourgeoisie anglo-sud-africaine. En mai 1918, une association est ainsi fondée à Johannesbourg par trois jeunes Afrikaners dont le but est la défense des membres de leur communauté afin de recouvrer les droits perdus en 1902 à la fin de la seconde guerre des Boers. D’abord baptisée Jong Suid-Afrika, puis Afrikaner Broederbond (Ligue des frères afrikaners), cette association qui rassemblait à son origine des pasteurs calvinistes, des employés des chemins de fer et des policiers, devient en 1924 une société secrète franc-maçonne, recrutant un nombre croissant d’instituteurs, de professeurs, d’universitaires et de politiciens. À partir de 1927, le Bond va accroître son activisme et étendre son influence et son audience au sein de la communauté de langue afrikaans. Il va définir l’identité de l’Afrikaner duquel il placera les intérêts au-dessus de toutes les autres communautés d’Afrique du Sud, y compris la communauté anglo-sud-africaine. Ainsi, le Broederbond propose comme fondement idéologique le nationalisme chrétien, inspiré du néocalvinisme, qui stipule que « les nations sont nées d’une volonté divine, que chacune d’elles est détentrice d’une spécificité et d’une mission à accomplir ». La défense de l’identité afrikaner devient une mission sacrée dont le triomphe exige la mobilisation totale du peuple de langue afrikaans (le Volk). Si la question raciale n’est pas alors au centre des préoccupations politiques des blancs sud-africains, c’est sur cette base de l’Afrikanerdom que le concept de l’Apartheid va être progressivement élaboré.
En 1922, la grève des mineurs afrikaners du Witwatersrand pour protester contre le recours accru aux travailleurs noirs débouche sur un conflit sanglant avec le gouvernement de Jan Smuts. Le conflit commence dans les mines de charbon puis s’étend à tout le bassin minier du Rand, regroupant 20 000 travailleurs blancs. Des soviets sont proclamés et la grève générale déclenchée le 6 mars 1922. La grève tourne à l’insurrection. Pendant cinq jours les combats font rage dans les quartiers ouvriers du rand pilonnés par l’aviation sur ordre du premier ministre Jan Smuts. Le mouvement est brisé dans le sang (214 tués dont 76 grévistes, 78 soldats, trente Africains tués par les grévistes) et 5 000 mineurs sont emprisonnés. C’est en chantant un hymne communiste que 4 des 18 condamnés à morts furent exécutés.

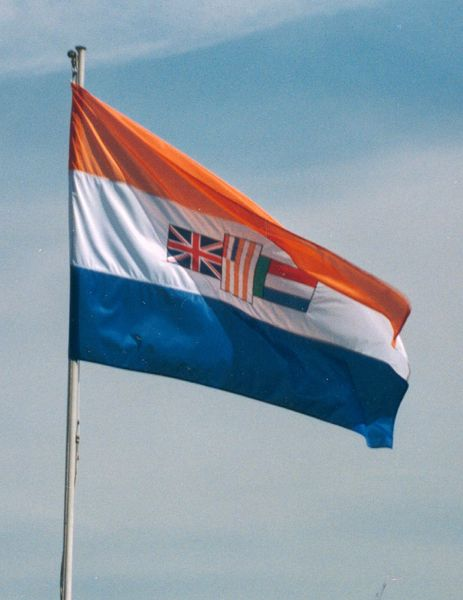
Dessiné à la suite d’un long débat national, le drapeau d'Afrique du Sud (1927-1994) représentait essentiellement l’histoire et les symboles des Afrikaners mais aussi la communauté anglophone avec la présence de l’Union Jack.

L’échec du mouvement ouvrier conduit à une mobilisation insolite rassemblant travaillistes, socialistes et communistes derrière les nationalistes du parti national de James B. Hertzog qui remportent les élections générales de 1924. Une de ses premières mesures symboliques est de remplacer le néerlandais par l'afrikaans comme langue officielle aux côtés de l'anglais. D'une autre part, un nouvel hymne national est composé : Die Stem van Suid-Afrika ainsi qu'un nouveau drapeau reprenant exclusivement l'histoire blanche du pays. Dès lors, les gouvernements d’inspiration nationaliste s’attachent à développer et protéger la communauté afrikaner, érodant la tradition libérale du Cap alors que dans les années 1930, l’aile extrême du nationalisme subit fortement l’influence du nazisme.

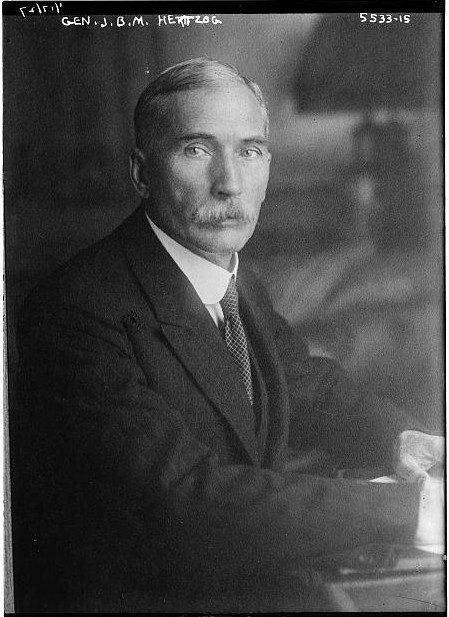
James Barry Hertzog.

Reconduit à toutes les élections jusqu'en 1933, le parti National doit s'allier avec le Parti sud-Africain pour endiguer les problèmes économiques et sociaux en formant un gouvernement d'union nationale en créant le Parti uni. L'alliance entre les nationalistes de Hertzog et les libéraux de Smuts provoquent un schisme au sein du parti National qui se traduit par la défection de 17 parlementaires emmenés par Daniel Malan qui créent le Parti national purifié.
En 1938, les célébrations du centenaire de la bataille de Blood River unissent les Afrikaners autour du thème du Volkseenheid (l’unité du peuple afrikaner) avec la reconstitution du Grand Trek. Les thèmes nationalistes et républicains sont célébrés alors que le pays est pavoisé aux couleurs sud-africaines. Le 16 décembre 1938, plus de 100 000 Afrikaners (1/10e de la population afrikaner) assistent à Pretoria à la pose de la première pierre du Voortrekker Monument, symbole phare du nationalisme boer en présence des descendantes des chefs voortrekkers Andries Pretorius, de Piet Retief et d’Hendrik Potgieter,.
La Deuxième Guerre mondiale change la donne. Hertzog et Malan soutiennent la neutralité de leur pays alors que Jan Smuts est partisan de l'entrée en guerre de l'Afrique du Sud aux côtés des Alliés. Le parlement approuve d'une courte majorité l'entrée en guerre. Hertzog quitte donc le pouvoir laissant Smuts seul aux commandes.
Smuts, favori, pense remporter facilement les élections de 1948, auréolé par la victoire des Alliés et la création des Nations unies auquel il participe.
Lors des élections de mai 1948, les électeurs blancs apportent une majorité relative de leurs suffrages au Parti uni de Jan Smuts. Cependant, celui-ci ne dispose plus d'alliés au sein de la nouvelle assemblée alors qu'une coalition entre le parti national et le parti afrikaner, bien que minoritaire en voix (42 % des suffrages), remporte une majorité de circonscriptions (52 %). Si les électeurs du Natal, des grandes zones urbaines du Cap et de Johannesburg ont apporté leurs voix à Smuts, ce sont les circonscriptions rurales sur-représentées du Transvaal et de l'Orange qui permettent au parti de Daniel François Malan de former le nouveau gouvernement. Le thème récurrent des gouvernements nationalistes ne sera plus dès lors la défense de l’identité des Afrikaners face aux Anglo-sud-africains mais celui du peuple blanc d’Afrique du Sud (Anglo-sud-africains, Afrikaners, Portugais originaires du Mozambique soit 2,5 millions de personnes en 1950, 21 % de la population totale) menacé par la puissance de la démographie africaine (huit millions de personnes en 1950 soit 67 % de la population totale)[réf. nécessaire].
La victoire du parti national de Daniel François Malan consacre aussi la victoire du Broederbond. Le danger de domination ou d’acculturation anglo-sud-africaine est définitivement écarté et l’unité du peuple afrikaans réalisée. Cependant, la cohésion nationale de celui-ci reste menacée par le « Swaartgevaar » (le péril noir). L’Apartheid est alors présenté comme un arsenal juridique destiné à assurer la survie du peuple afrikaner mais aussi comme un « instrument de justice et d’égalité qui doit permettre à chacun des peuples qui constitue la société sud-africaine d’accomplir son destin et de s’épanouir en tant que nation distincte ». Ainsi, beaucoup de nationalistes afrikaners pensent sincèrement que l’apartheid ouvre des carrières et laisse leurs chances aux Noirs, chances qu’ils n’auraient pu saisir s’ils avaient été obligés d’entrer en compétition avec les Blancs au sein d’une société intégrée.

### La période de l'Apartheid
La coalition nationaliste afrikaner accède au pouvoir en 1948 avec dans ses dossiers un nouvel arsenal juridique se nommant Apartheid, une politique de développement séparé affectant des populations selon des critères raciaux ou ethniques dans des zones géographiques déterminées, aboutissement institutionnel d'une politique et d'une pratique jusque-là empirique de ségrégation raciale (Pass-laws, baasskap et colour bar).
Le système législatif et institutionnel du pays s’enrichit en quelques années de nouvelles lois ségrégationnistes alors que les anciennes lois raciales et spatiales comme le Land Act de 1913 furent durcies. La question raciale finit par intervenir à tous les stades de la vie avec la codification de lois ségrégationnistes d'applications quotidiennes visant à faire coexister deux mondes qui étaient destinés à ne jamais vivre ensemble. Les lois organisant l'apartheid, votées en février 1950, furent organisées autour d'un principe de cloisonnement : les individus étaient classés en quatre groupes qui déterminaient leur vie et leurs relations sociales (résidence, études, mariage, etc.).
L'animosité des Afrikaners envers les Britanniques laissa d'ailleurs progressivement la place à la crainte du péril noir. En amenant la question raciale au cœur du débat politique, le Parti national allait, durant une trentaine d'années, monopoliser le vote de la communauté afrikaner et attirer le vote de la communauté anglophone.

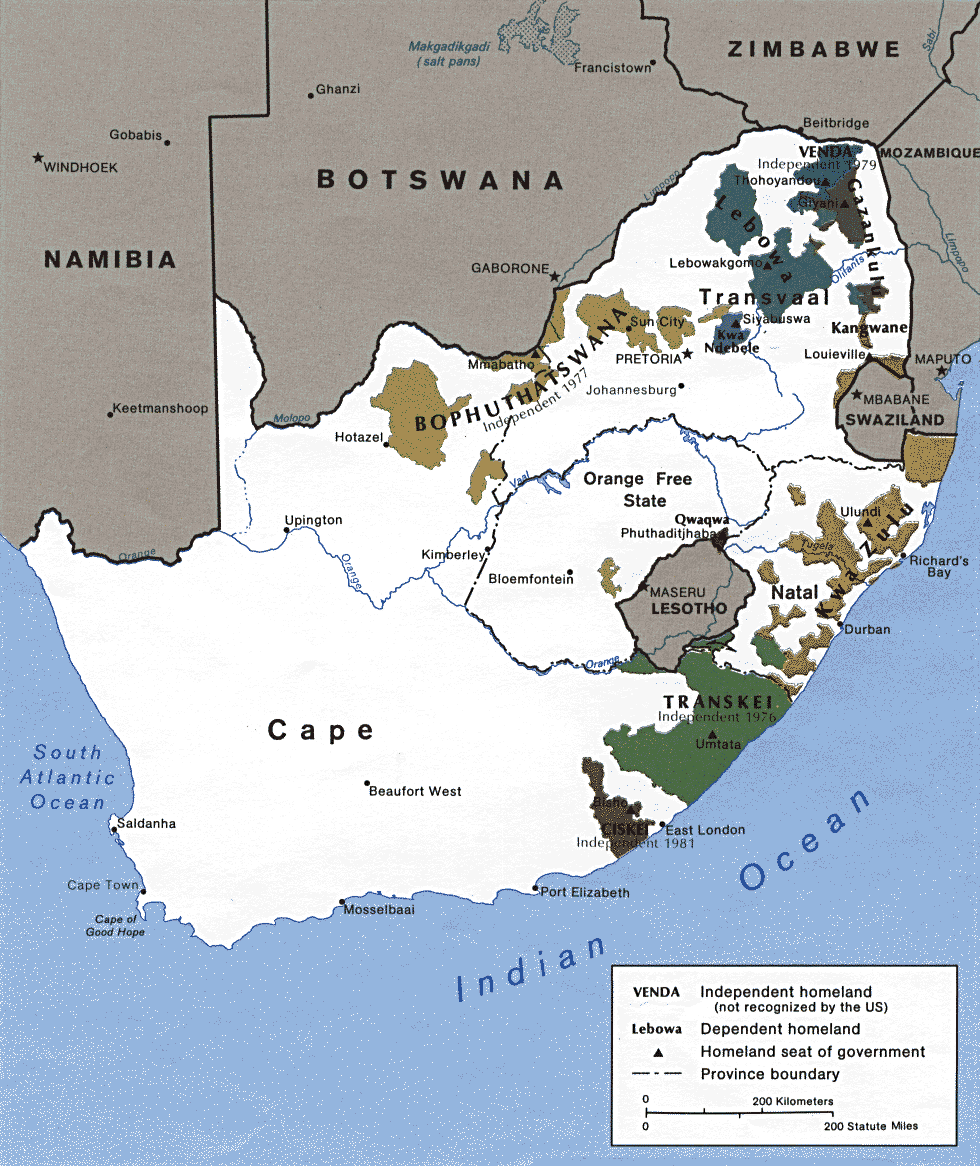
Carte d'Afrique du Sud sous l'apartheid.

C’est tout à la fois par idéalisme, par intérêt et par sécurité que les Afrikaners soutiennent aussi longtemps ce système d’apartheid, convaincus que seul celui-ci peut leur permettre non seulement de survivre en tant que groupe ethnique distinct mais aussi de préserver leurs intérêts de classe au sein du groupe blanc. Ainsi, entre 1941 et 1955, le revenu moyen annuel des Afrikaners augmente de 50 %. Le pays est en pleine prospérité économique tandis qu’à partir de 1955 s’élabore la séparation géographique entre blancs et noirs au travers de la politique des bantoustans, en dépit de la résistance de plus en plus importante et organisée de la population noire. Dans les années 1960, alors que la répression policière contre l’opposition africaniste s’accentue, que leurs chefs sont emprisonnés et leurs partis interdits en vertu de lois d’exception, les Afrikaners proclament la république et dans les discours le concept d’ethnicité spécifique laisse peu à peu la place à celui de nation. Ainsi, les noirs ne sont plus présentés comme inférieurs mais comme différents. Les Anglo-sud-africains qui furent longtemps les piliers du parti uni finissent eux aussi par majoritairement apporter leur soutien à un gouvernement et à un parti de moins en moins ethno-monolithique pour finir par constituer son principal socle électoral en 1989.
Au sein de la communauté blanche du pays, les résistances à l'apartheid sont d'abord principalement issues de mouvements progressistes ou libéraux anglophones mais aussi des anciens combattants (Sailor Malan). Parmi les mouvements les plus actifs figurent la Springbok Legion, les Torch Commando et le parti libéral d'Alan Paton. Alors que les Afrikaners font globalement bloc autour de leur parti, les premières dissidences sérieuses apparaissent dans les années 1960 notamment au sein de l'Église réformée où d'anciens adeptes de l'apartheid tels Beyers Naudé en deviennent de farouches opposants. Chez les intellectuels, une évolution similaire apparait aussi dans les années 1960 (le mouvement des Sestigers). Enfin, dans le monde économique, plusieurs hommes d'affaires anglophones comme Harry Oppenheimer, député de Kimberley (1948-1957) dirigeant de l'Anglo American et de De Beers, apportent leur soutien aux mouvements libéraux blancs comme le parti uni puis le parti progressiste.
Au gouvernement, Hendrik Verwoerd le ministre des affaires indigènes à partir de 1951 fait figure de grand architecte de l'apartheid aux côtés de son secrétaire d'État, Max Eiselen. Ce système est pour eux un moyen efficace de faire vivre des races en bon voisinage. S'appuyant notamment sur Jan de Klerk, Theophilus Dönges, le ministre de l'Intérieur et Charles Swart, le ministre de la Justice, Verwoerd va mettre en place le système des bantoustans destinés dans un futur plus ou moins lointain à permettre aux Noirs, par ethnies, d'accéder à l'autodétermination puis à l'indépendance au sein ou au côté de l'Afrique du Sud « blanche ». Il parle alors de « nations séparées », chacune évoluant à son rythme. Dans cette optique, Verwoerd s'applique à annuler les droits de vote résiduels dont les Noirs bénéficiaient dans la province du Cap. Ce droit de vote est aussi annulé pour les Coloureds sans que le destin de ces derniers ne soit définitivement tranché au regard du système politique d'apartheid.
Malgré un certain désir de permettre aux noirs de devenir indépendants au sein des Bantoustans, il est mal vu par les noirs qui se sentent spoliés par les incessants déplacements de population. Il rencontre la même hostilité en dehors du pays et se montre incapable de la comprendre, justifiant chaque mesure prise dans le cadre de l'apartheid et affirmant que les Afrikaners ne veulent que l'ordre et la sécurité, chacun chez soi. Si lors des élections générales de 1953, le parti national l'avait encore remporté en étant minoritaire en voix face au parti uni, ce n'est plus le cas lors des élections générales de 1958 où le parti national remporte pour la première fois la majorité des suffrages exprimés, impliquant ainsi l'adhésion d'une majorité de la population blanche à la politique du gouvernement sud-africain.

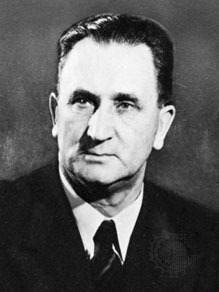
JG Strijdom (1893-1958).

En 1959, à la mort soudaine du premier ministre JG Strijdom, Hendrik Verwoerd, le ministre des affaires indigènes, lui succède à la tête du gouvernement. Alors que l'opposition libérale blanche se scinde en deux (des dissidents du parti uni forment le parti progressiste), la politique sud-africaine est de plus en plus contestée au niveau international, notamment aux Nations unies.
En réponse aux critiques étrangères sur l'apartheid, Verwoerd tente de redéfinir la notion en parlant de développement séparé. En accordant l'autonomie au Transkei en 1963, Verwoerd peaufine sa politique lui permettant de déclarer que « les nations tribales d'Afrique du Sud, vivant au sein du pays, auront toutes des droits politiques égaux au sein de leurs homelands », initiant une sorte de décolonisation interne à l'Afrique du Sud et permettant aux sud-africains blancs, et aux Afrikaners en particulier, de maintenir leur domination politique sur les restes du territoire.
L'autre fait marquant du mandat d'Hendrik Verwoerd est la fondation de la république sud-africaine en 1961. À la suite du discours critique de l'apartheid concernant « le vent du changement » soufflant sur l'Afrique prononcé par le premier ministre britannique Harold Macmillan au parlement du Cap, les nationalistes proposent donc de rompre avec la Couronne britannique.
Le référendum, approuvé par 52 % des électeurs sépare définitivement l'Afrique du Sud de la couronne britannique ainsi que du Commonwealth. Le résultat national cache le plébiscite obtenu par les partisans de la république au Transvaal et dans l'État libre mais aussi au Cap. Seul le Natal proclame de manière tout autant spectaculaire son attachement à la couronne. Hendrick Verwoerd, plutôt opposé à cette dernière séparation, préfère alors que l'Afrique du Sud y reste comme république. Mais devant l'hostilité des autres pays il y renonce finalement.
Cette séparation se fait sans émigration excessive de la part des Anglo-sud-africains bien que l'on ait cru a une sécession de la part des Anglo-sud-africains du Natal.
La deuxième partie de l'histoire de l'apartheid est plus complexe du fait de la division chez les blancs entre verligte (éclairés) et verkramte (crispés).
Sous John Vorster, une certaine politique de libéralisation se met en place. En effet, moins dogmatique que ses prédécesseurs, il devient très populaire au sein de la communauté blanche que ce soit du côté des Afrikaners que chez les progressistes. Sous son mandat, les blancs trouvent derrière lui une certaine unité. Mais, la politique de libéralisation provoque une coupure avec les extrémistes du NP qui fondent le Parti national reconstitué (HNP). Refusant de céder, John Vorter est intraitable avec ces derniers pour préserver selon lui l'unité des Afrikaners. Sa politique lui permet de s'attirer un soutien des libéraux, qu'il casse cependant à la fin de son mandat, devenant de plus en plus autoritaire.
Parallèlement, il est le plus associé à l'apartheid et laisse les Afrikaners et les blancs en général en proie à un grand doute sur leur inquiétude existentielle. Le mandat de Vorster permet de décrypter l'évolution politique de la communauté blanche. Extrêmement conservateurs dans les années 1960, surs de leur pouvoir qu'ils considèrent comme bénéfique, ils s'ouvrent cependant quelque peu dans les années 1970 alors que la résistance noire devient de plus en plus présente et organisée tandis que l'Afrique du Sud est exclue de la plupart des organisations internationales et fait l'objet de condamnations sévères sur sa politique d'Apartheid.
Dans les années 1975, sous l'effet de la décolonisation des ex-colonies portugaises, l'Afrique du Sud connait une immigration de Portugais préférant immigrer en AFS plutôt que de rentrer au Portugal où ils seraient mal accueillis. Cette immigration tombe à pic pour une minorité qui ne représente plus que 15 % de la population.

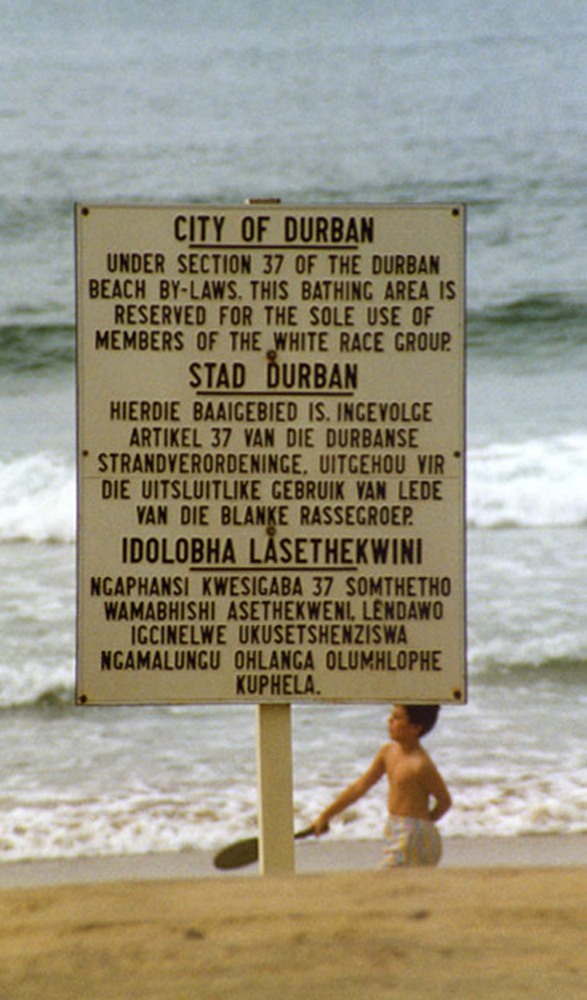
Panneau multilingue indiquant que la plage est réservée aux gens de « race blanche » uniquement, à Durban, en 1989

. La période 80/90 est marquée par de profonds bouleversements au sein de la communauté. L'arrivée au pouvoir de Pieter Botha et son slogan Adapt or die (s'adapter ou mourir) avait fait naitre un espoir d'aggiornamento tandis que le parti uni disparaissait du paysage politique, laissant place au parti progressiste.
Après un début de déségrégation raciale et des mesures timides (suppression du laissez-passer, autorisation des mariages interraciaux), sa politique de libéralisation s'essouffle. Mais cette dernière entraine un énième schisme au sein du parti national et la création du Parti conservateur qui représente alors les blancs les plus extrémistes. Botha, sentant que les blancs sont devenus trop minoritaires, propose une nouvelle constitution instituant des assemblées métisses et indiennes aux côtés de la blanche ainsi qu'un poste de président de la République occupé par lui-même. Qualifiée de bancale par les libéraux, cette réforme ne prévoit rien pour les noirs. À la frustration politique de ceux-ci s'ajoutent leurs tracas quotidiens comme les problèmes d'emploi. Cette situation engendre une vague de violences qui dépasse celle de 1976. Botha déclare alors l'État d'urgence et devient de plus en plus autoritaire. En effet, il ne veut pas d'une cassure irrémédiable entre Afrikaners.
Les années 1980 font clairement ressortir l'échec de l'apartheid qui n'a pas permis de faire vivre les différentes races séparément, en bon voisinage, comme le préconisaient les théoriciens du développement séparé. Cet échec est alors attribué par le Parti conservateur au fait que les gouvernements successifs n'auraient pas assez appliqué l'apartheid verwoerdien.
Les élections générales de 1987 enregistrent une poussée du Parti Conservateur qui décroche alors le titre envié d'opposition officielle. Ces élections marquent pour la première fois le recul des libéraux. Ainsi, alors que les anglophones séduits par le réformisme du NP le rejoignent, il perd dans le même temps l'appui des Afrikaners ruraux au profit du parti conservateur (Konserwatiewe Party-KP).
Malgré cela, les libéraux ne restent pas inactifs et rencontrent en juillet 87 une délégation de l'ANC à Dakar.
Alors que le pays est économiquement et diplomatiquement affaibli par les sanctions internationales de l'ONU et des États-Unis d'Amérique, Frederik de Klerk succède à Pieter Botha en 1989. Il est issu d'une famille connue de la communauté afrikaner. Considéré comme conservateur, il est aussi proche des milieux économiques et sait que le pays souffre des sanctions économiques et financières. De plus, alors que la guerre froide arrive à son terme, l'Afrique du Sud n'a plus le rôle qu'elle s'attribuait de sentinelle de l'Occident à la pointe du continent africain. Acculé à l'ouverture, De Klerk décide dans un premier temps de réformer politiquement le pays et de trouver une alternative à la politique d'apartheid.

### La période de transition vers la fin de la domination blanche
En février 1990, le gouvernement sud-africain légalise les partis politiques noirs interdits et entame un processus de négociation avec le congrès national africain. Les partis politiques sont déracialisés et en juin 1991, les dernières lois d'apartheid sont abolies. Les partis noirs anti-apartheid réclament l'instauration d'un gouvernement intérimaire mais Frederik de Klerk s'y oppose formellement. Voulant éviter une discussion bilatérale entre l'ANC et le NP, il souhaite élargir les discussions à toutes les formations politiques du pays, y compris aux partis ethniques zoulous et à ceux des bantoustans. Il bénéficie du soutien du Broederbond, acquis à l'ouverture raciale et politique. Mais de leur côté, les partis favorables à l'apartheid ou hostiles aux négociations comme le parti conservateur et le Parti national reconstitué, sans compter le groupe para-militaire Afrikaner Weerstandsbeweging, refusent de participer aux débats.
Pour De Klerk, les négociations doivent permettre d'aboutir à un système politique décentralisé où les Blancs disposeraient, en tant que minorité, d'un droit de veto notamment en matière économique. Il veut éviter à l'Afrique du Sud le sort des ex-colonies de ce continent. Il négocie donc avec l'ANC les seven closes conférant des garanties aux blancs dans la nouvelle Afrique du Sud. Par exemple, le Parti national avait obtenu pendant les négociations le maintien du nom de Pretoria d'Andries Pretorius, symbole du nationalisme afrikaner, promesse non honoré par l'ANC bien que pour l'instant la procédure ait été avortée.
Le soutien des Blancs aux réformes parait contrasté. Les élections législatives partielles tournent au désastre pour le NP mais à l'avantage du CP. Deux élections partielles en 1991 à Uitenhage et Potchefstroom, dans deux fiefs du NP, sont remportées par les candidats du parti conservateur qui réclament alors des élections générales anticipées. De Klerk a besoin de montrer le soutien de la communauté blanche à ses réformes pour pouvoir négocier. À défaut d'élections générales anticipées qu'il pourrait perdre au profit du CP, il décide d'organiser un référendum par lequel il demande aux Blancs de lui apporter leur soutien dans les négociations constitutionnelles menées depuis sa prise de fonction. Le référendum a lieu le 17 mars 1992. Bénéficiant du vote cumulé des progressistes, libéraux et nationalistes, le scrutin tourne au triomphe électoral pour le président d'autant plus que la participation (70 %) est plus importante que pour les élections générales traditionnelles. Avec près de 69 % des suffrages en faveur des réformes, De Klerk déclare depuis le parlement du Cap que les Blancs ont eux-mêmes décidé de refermer le livre de l'apartheid, considérant que celui-ci avait échoué à préserver la sécurité et la justice pour tous. Les conservateurs sont laminés y compris dans leurs bastions du Transvaal et de l'État-libre d'Orange. Seul le Northern Transvaal, une région où les Blancs pèsent bien moins de 10 % de la population totale, désapprouve à 59 % les réformes. Cette victoire lève les derniers obstacles à l'instauration d'une démocratie multiraciale et les négociations reprennent à la CODESA où le parti conservateur accepte finalement de siéger. Parallèlement, le solde migratoire des blancs devient pour la première fois négatif depuis 1977.
Les premières élections multiraciales ont lieu en avril 1994. Le vainqueur ne fait aucun doute, ce sera le congrès national africain de Nelson Mandela. Pour le parti national, assuré de figurer dans le prochain gouvernement d'union nationale, il s'agit de remporter une à deux provinces où les noirs sont minoritaires et d'empêcher globalement l'ANC d'obtenir une majorité des 2/3. Mandela remporte largement les élections avec 62 % des voix. Avec 21 % des suffrages au niveau national, le NP remporte la province du Cap-Occidental (59 %) et échoue de justesse dans celle du Cap-du-Nord (40 %). Il a gagné près de trois millions de voix par rapport aux dernières élections générales de 1989 et près de deux millions par rapport au référendum 1992. Sa base électorale est alors au moins pour moitié constituée de métis (Coloureds, malais du Cap…), d'indiens mais aussi de quelques dizaines de milliers de Noirs. Le parti démocratique (1,7 % des suffrages représentant 338 000 voix), issu du parti progressiste, a globalement fidélisé son électorat, essentiellement des blancs anglo-sud-africains, ne perdant qu'une centaine de milliers de voix par rapport aux dernières élections générales de 1989. Enfin, si l'extrême-droite et le parti conservateur ont refusé de participer aux élections, le Front de la liberté (2,9 % des suffrages) du général Constand Viljoen récupère la moitié des voix des 850 000 blancs ayant voté non lors du référendum de 1992.

## Les Blancs sud-africains dans la société post apartheid

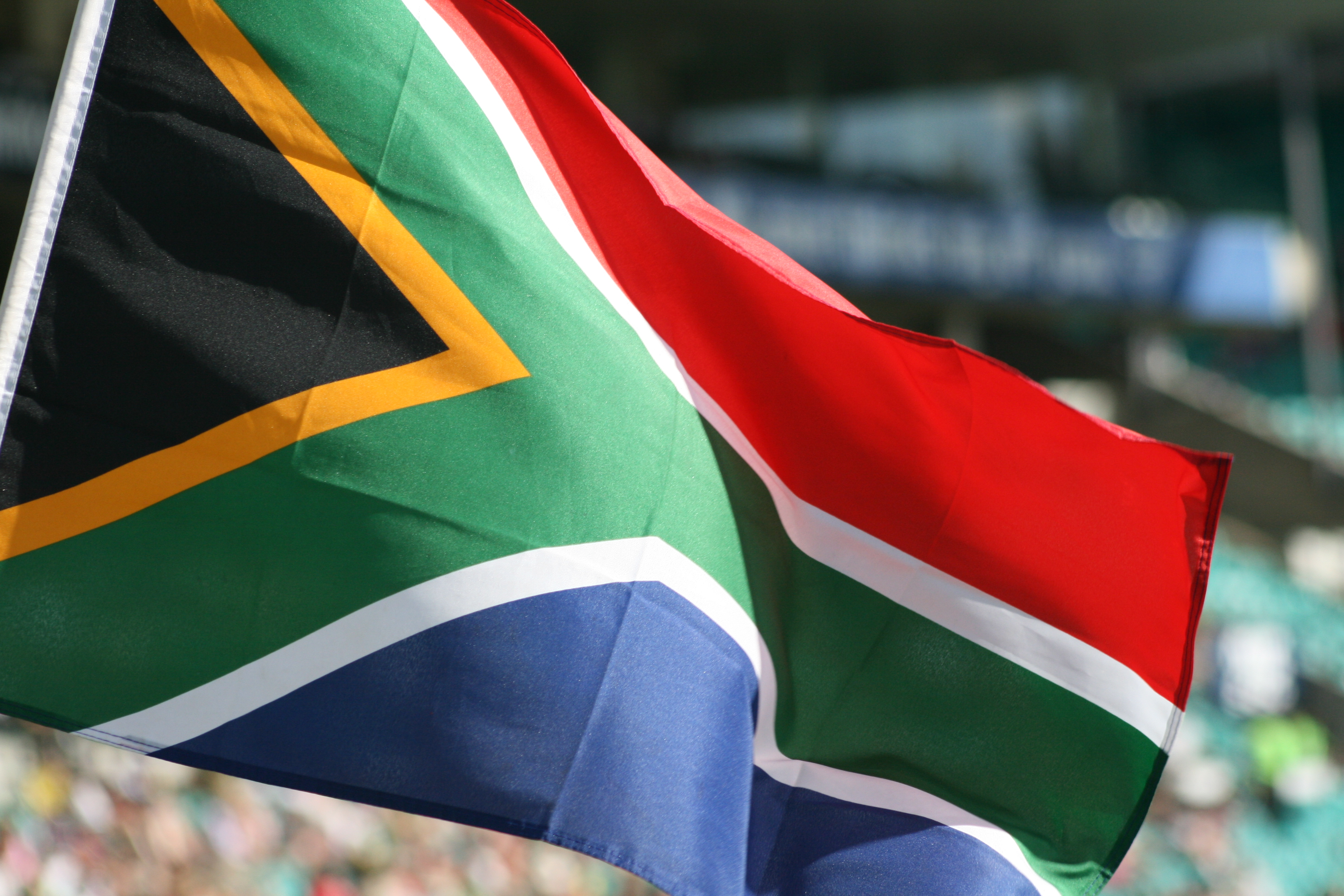
Le nouveau drapeau sud-africain est censé représenter l'union entre toutes les communautés sud-africaines.

Après l’élection de Nelson Mandela en 1994, une vague lune de miel s'établit entre les Blancs et le Congrès national africain (ANC). Après avoir culminé lors de la coupe du monde de rugby qui a lieu en Afrique du Sud en 1995, elle s'étiole rapidement. En dépit du ralliement spectaculaire d'anciens ministres ou du députés du parti national à l'ANC, la vaste majorité de la communauté reste réticente à voter pour le parti de Nelson Mandela, lui préférant des partis d'opposition plus pugnaces comme l'Alliance démocratique, dominée par les anciens libéraux ou encore le front de la liberté, parti ethnique afrikaner.
En dix ans, de 1995 à 2005, la population blanche s’est ainsi réduite de 16,1 %. Si la majorité de ces émigrants âgés de 20 à 25 ans est très qualifiée, les raisons de cette émigration massive, exposées plus haut, donnent l'impression aux blancs d'être considérés comme citoyen de seconde zone. ». Selon une enquête pour l'université sud-africaine (UNISA), 60 % des Sud-Africains avaient quitté leur pays en raison du fort taux de criminalité ou en raison de la mise en place de l'affirmative action (la discrimination positive). En 2008, l'institut sud-africain de relations raciales (South african institute of Race relations ou SAIRR) publia un rapport selon lequel c'est 800 000 Sud-Africains blancs qui avaient quitté leur pays entre 1995 et 2005, essentiellement des hommes actifs, âgés de 25 à 35 ans pour la plupart. Parmi les plus connus de ces émigrants figuraient l'écrivain J. M. Coetzee, prix Nobel de littérature et auteur de Disgrâce, un roman qui lui avait valu d'être vilipendé par l'ANC, cette dernière considérant ce livre comme hostile à l'Afrique du Sud. En 2009, Brandon Huntley, un Sud-Africain blanc, obtint l'asile au Canada pour le motif d'avoir été victime de persécutions racistes dans son pays. Pour motiver sa demande d'asile, le trentenaire avait soutenu avoir été victime d'attaques à sept reprises par des Noirs, à cause de sa couleur de peau. Médiatisée, l'affaire provoqua la colère du gouvernement sud-africain et une tension diplomatique entre les deux nations,. En 2014, Huntley a perdu son statut de réfugié. Une juridiction canadienne a renversé le jugement initial, estimant que les motivations du demandeur ne remplissaient pas les critères nécessaires à l'application du droit d'asile,. En 2013, présentant les mêmes arguments, une famille sud-africaine blanche s'est vue refuser l'asile par la Commission de l'immigration et du statut de réfugié du Canada (IRB). Un an plus tard, un recours auprès de la Cour fédérale canadienne a abouti à l'annulation de la décision de l'IRB et la régularisation de la situation de réfugiés des membres de la famille. Au contraire, une demande d'asile faite par une autre famille arrivée au Canada en 2016 a été rejetée successivement par l'IRB puis la Cour fédérale, les autorités judiciaires ayant jugé que l'argumentaire de la demande d'asile relevé du discours typique du suprémacisme blanc,. De 2012 à 2017, la Canada a accordé le statut de réfugié à un total de trente-quatre citoyens sud-africains (un maximum de 18 en 2015 et zéro en 2017).
La réforme agraire lancée par le gouvernement n'a pas non plus été localement concluante alors qu'entre 1994 et 2009, près de 2 500 fermiers blancs furent assassinés dans l’ensemble des provinces, lors d’attaques restées les plus souvent impunies.
Selon le rapport des Nations unies de 2008 sur le développement humain, 7 % des 4,5 millions de Blancs vivent désormais en dessous du seuil de pauvreté, contre 1,5 % en 2002. Le taux officiel de chômage des Blancs (5,1 % en 2005) reste cependant bien inférieur à celui des Noirs (31 %) mais il a augmenté de 74 % entre 1998 et 2002, selon l’Institut sud-africain des relations raciales, alors que la hausse moyenne au niveau national était de 39 % pour l’ensemble la population. Il s'avère qu'en perdant les privilèges que leur conférait l'apartheid en droit du travail, les blancs les moins qualifiés se sont mal adaptés à la période qui a suivi la fin de l'apartheid. Autrefois inexistants, les mendiants à la peau claire firent ainsi leur apparition dans les rues des grandes villes. Pour les Afrikaners des zones rurales et des milieux défavorisés, l’adaptation fut encore plus difficile.
D'ailleurs, selon le même programme, les Blancs sud-africains auraient le même niveau de vie que les Espagnols alors que les Noirs vivraient avec le même niveau que les Congolais, bien que les inégalités à l'intérieur de chaque ethnie soient criantes.
En 2005, Phumzile Mlambo-Ngcuka, la vice-présidente sud-africaine, admit des dysfonctionnements dans la politique de discrimination positive (Black economic empowerment), destinée à gommer les inégalités entre Blancs et Noirs, et annonça des mesures visant à protéger les Blancs les plus pauvres mais aussi à faire revenir les émigrants blancs les plus qualifiés afin d'inverser l'émigration en masse de ces derniers et la fuite des cerveaux.

### Le malaise des Blancs
Ainsi, leur certain malaise se traduit par un fort pessimisme en l'avenir de leur pays. Selon un sondage réalisé par le Cape Times, 48 % des blancs confieraient ne pas avoir confiance en l'avenir de leur pays. Dans cette perspective, 15 % de ces derniers voudraient quant à eux quitter le pays. Comparés aux autres communautés ethniques, 39 % des Métis auraient également un avis pessimiste en l'avenir de leur pays contre 19 % pour les Noirs et 42 % pour les Indiens. Ce sondage montre bien la relative méfiance des minorités envers leur pays. La politique de discrimination positive (Affirmative Action) qui devait mieux représenter la population de couleur, n'a réellement bénéficié qu'à une minorité souvent proche de l'ANC[réf. nécessaire].
Les blancs depuis 1994 se sont retranchés dans des quartiers surprotégés pour fuir la criminalité galopante (notamment dans le Gauteng). Ces gated communities se sont multipliés et malgré leur protection par des sociétés de sécurité et par des dispositifs ultra-sophistiqués, la criminalité des townships, souvent proche, s'est exportée dans ces quartiers ghettos.
Dans cette perspective, l'ancienne figure de proue du parti démocratique, Helen Suzman, a ainsi déclaré qu'il était plus facile d'être un opposant de race blanche sous le régime de l'apartheid que sous celui de l'ANC.
D'autres opposants enfin s'inquiètent de la mainmise quasi totale d'un seul parti sur les gouvernements des villes et sur les institutions nationales.
La position très majoritaire au parlement et au gouvernement de l'ANC a conduit certains de leurs représentants à tenir pour négligeables les opinions exprimées par les partis d'oppositions notamment quand elles le sont par l'Alliance Démocratique stigmatisée comme un « parti raciste » alors que plus généralement, les Anglo-sud-africains sont désignés comme « d'indécrottables racistes impérialistes ». Ainsi, le président Thabo Mbeki fait l’éloge en mai 2005 des Afrikaners comme « les catalyseurs qui mettront un terme à la division raciale du pays », n'hésitant pas à pointer les Anglo-sud-africains moins enclins selon lui « à soutenir la nouvelle Afrique du Sud et l’africanisme ».

L'un des projets de Volkstaat proposé par les radicaux afrikaners du front de la liberté qui devrait permettre aux blancs de se construire en autonomie de la nouvelle Afrique du Sud.

Mais dans le même temps, ces Afrikaners loués par le président sont visés par les politiques culturelles de certains édiles de l'ANC très enclins à réécrire la toponymie locale. C'est ainsi que pour le polémiste afrikaner Dan Roodt, « le gouvernement est engagé dans une sorte de nettoyage ethnique » aussi bien concernant le changement des noms que pour la diminution de l’afrikaans dans l’enseignement. Concrètement, plusieurs gouvernements locaux prennent comme priorité de faire disparaitre tout vestige linguistique ou toponymique se rapportant à l'héritage du colonialisme ou de l'apartheid alors que les populations les interpellent sur les difficultés économiques, l'explosion de la criminalité et les ravages de la pandémie du sida. À cette fin, ces gouvernements disposent du Conseil des noms géographiques sud-africain (SAGNC), dont les membres, proches de l'aile la plus radicale de l'ANC, sont chargés de recommander les changements de dénominations au ministre de la culture, Pallo Jordan. Bien que stricts, les critères du processus sont occasionnellement détournés par le Conseil et le Ministre. L'exigence en particulier de l'existence d'anciens noms africains n'est pas toujours respectée. Ainsi, quand ceux-ci n'existent pas, ils sont inventés et approuvés par le conseil (Pietersburg et Pretoria). Dans d'autres cas, l'histoire locale fait les frais de cette politique (Louis-Trichardt et Potgietersrus).
La perte des privilèges de l'Apartheid, la criminalité, la discrimination positive, la reforme agraire et la marginalisation culturelle des Afrikaners ont fait qu'un certain nombre de blancs sont séduits par l'idée d'un Volkstaat (État du peuple en afrikaans). Si la constitution sud-africaine appuie le droit à l'autodétermination, le projet est toujours rejeté par une majorité de Blancs hostiles à celui-ci, diviseur de leur communauté. Proposé à la fin de l'apartheid comme une alternative politique pour les Blancs et bien qu'ayant reçu un soutien favorable de la part des membres de la commission étudiant la faisabilité du projet, il reste toujours dans les cartons et l'embryon de Volkstaat à Orania n'arrive toujours pas à attirer les afrikaners en masse.
Début 2018, le président Cyril Ramaphosa prévoit une réforme agraire, qui passe, selon le projet du Parlement, par l'expropriation sans compensation de certaines terres des fermiers blancs. L'opposition s'oppose à la réforme, estimant qu’elle « met sérieusement en danger l’économie nationale ». En réponse, l'Australie propose d'accueillir les Blancs persécutés.

### Les peurs blanches
De nombreux Blancs sont happés par le même sentiment « ils n'en peuvent plus ». La plupart ont le sentiment de devoir choisir entre l’extrémisme blanc et l’extrémisme noir. Des craintes quelquefois exacerbées par des rumeurs fantaisistes : certains disent qu’ils vont tuer tous les Blancs à la machette à la mort de Nelson Mandela. Les postes à responsabilité sont encore détenus à 79 % par les Blancs. Le chômage touche 32 % de la population noire, contre 4,5 % chez les Blancs.

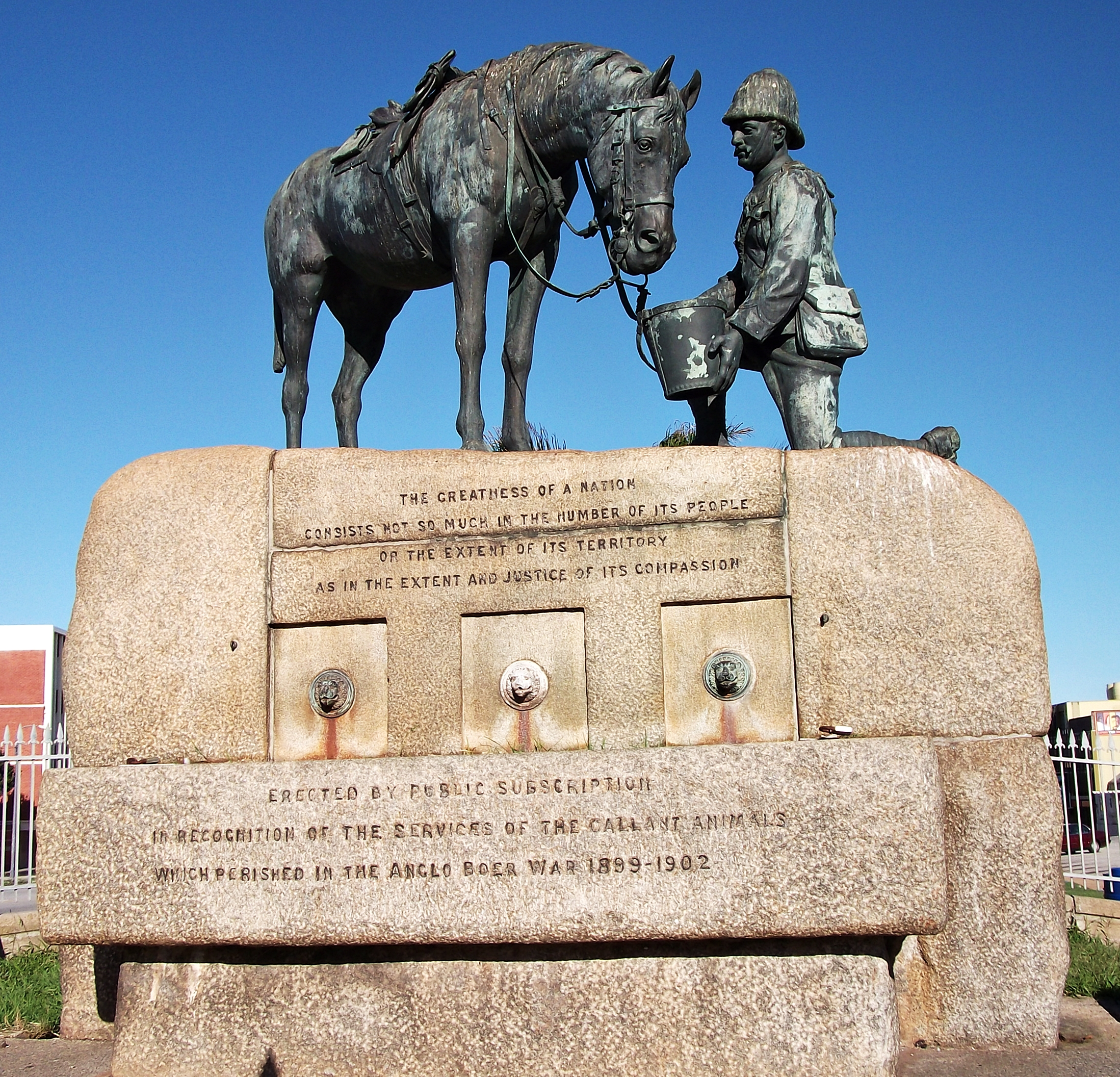
Le Horse Memorial à Port Elizabeth, qui rend hommage aux chevaux morts durant la seconde guerre des Boers, a été vandalisé en avril 2015 par des membres des Economic Freedom Fighters à la suite de l'appel lancé par leur chef Julius Malema à détruire les statues et monuments érigés durant la domination blanche de l'Afrique du Sud.

Les provocations de dirigeants noirs comme celles de Julius Malema se multiplient. Le leader de la jeunesse de l’ANC qui revenait du Zimbabwe, où il avait encensé Robert Mugabe, président racialiste de 86 ans. À son retour, il s’en était pris violemment à un journaliste de la BBC lors d’une conférence de presse, lui reprochant d’être un « espion » des Blancs. Si ces provocations sont prises au sérieux, c’est à cause de la peur d’être le prochain Zimbabwe, que les blancs soient un jour « chassés » du pays. Les déclarations à l'emporte-pièce de Julius Malema dont le désormais célèbre : « Tuons le Boers, tuons le fermier Blanc » ont été évoquées comme ayant été un facteur décisif lors du meurtre de d’Eugène Terre'Blanche par ses employés noirs. En mars 2015, Malema appelle ses partisans à détruire tous les monuments et statues liés à l'histoire des Blancs d'Afrique du Sud (notamment les statues de Jan van Riebeeck, Louis Botha ou de Cecil Rhodes au Cap et celle de Paul Kruger à Pretoria), qu'il catalogue globalement en monuments coloniaux de l'apartheid,. Symboles d'oppression pour les uns ou de témoignage du passé pour les autres, les menaces contre les statues et monuments antérieurs à 1994 inquiètent une partie de la minorité blanche, notamment les Afrikaners qui y voient une remise en cause de la réconciliation nationale prônée par Nelson Mandela ainsi de leur coexistence pacifique avec la majorité noire. Cette polémique intervient alors que se précise une réforme agraire menaçant les grandes exploitations agricoles possédées par des Blancs.
Entre 1990, date de la fin de l'Apartheid, et 2013, la population blanche en Afrique du Sud est passée de 5 100 000 individus à quelque 4 600 000 , soit une diminution de plus de 10 % environ des effectifs. D'autres chiffres indiquent une baisse de 16 % de la population blanche entre 2005 et 2006. Un grand nombre de blancs sont partis en Australie, en Nouvelle-Zélande, ou au Royaume-Uni, ou vers des pays africains économiquement dynamiques, comme l'Angola, le Kenya, le Botswana, ou la Zambie.
Entre 1994 et début 2017, on estime à 4 000 le nombre de fermiers blancs assassinés par des Noirs, notamment pour les cambrioler du fait de leur isolement. En 2016, on comptait 345 fermes attaquées et soixante-dix morts. Vivant dans la peur, certains fermiers blancs s'organisent en renforçant eux-mêmes la sécurité que l'État assure peu ou mal.

## Blancs sud-africains notables

### Technologie et sciences
- Christiaan Barnard, chirurgien ayant réussi la première transplantation cardiaque
- Sydney Brenner, biologiste, prix Nobel de physique/médecine 2002
- Allan McLeod Cormack, physicien, prix Nobel de médecine 1979
- Elon Musk, ingénieur et entrepreneur à l'origine entre autres de SpaceX, PayPal et Tesla (entreprise)
- Mark Shuttleworth, fondateur d'Ubuntu Linux
- Max Theiler, virologue, prix Nobel de médecine 1951

### Arts et média
- Melinda Bam, mannequin, élue Miss Afrique du Sud en 2011 et participante au concours de Miss Univers en 2012.
- Mark Behr, écrivain, il publie son premier roman Die reuk van appels qui traite du système de l'apartheid, de la pédophilie et de la mentalité afrikaner.
- Neill Blomkamp, réalisateur canado-sud-africain.
- Andries Botha, sculpteur contemporain
- André Brink, romancier, proche du mouvement des Sestigers
- Breyten Breytenbach, peintre et écrivain, proche du mouvement des Sestigers
- Jan Celliers, écrivain, dramaturge et essayiste ainsi que poète
- J. M. Coetzee, romancier, prix Nobel de littérature 2003
- Dean Geyer, chanteur et acteur australo-sud-africain.
- Nadine Gordimer, écrivain, prix Nobel de littérature 1991
- Cariba Heine, actrice australo-sud-africaine.
- Ingrid Jonker, écrivain
- Antjie Krog, écrivain
- Cornelis Jacobus Langenhoven, magistrat, écrivain et homme politique ; il auteur de Die Stem van Suid-Afrika hymne national depuis 1927 et co-hymne depuis 1994
- Lara Logan, journaliste américano-sud-africaine.
- Eugène Marais, avocat, naturaliste, écrivain et poète
- Dave Matthews (1967-), musicien sud-africain naturalisé américain, leader, chanteur et guitariste du Dave Matthews Band
- Marlene van Niekerk, femme de lettres et auteur du best-seller Triomf consacré à la misère des petits blancs afrikaners dans l'Afrique du Sud de la période d'apartheid
- Louis Pepler (Bok van Blerk), chanteur de rock, auteur de la chanson De la Rey.
- Madelaine Petsch, actrice américano-sud-africaine.
- Jacobus Hendrik Pierneef, Il fut l'un des plus grands peintres de paysages sud-africains.
- Sasha Pieterse, actrice, mannequin et youtubeuse américano-sud-africaine.
- Behati Prinsloo, mannequin namibienne chez Victoria's Secret, fille de parents sud-africains.
- Basil Rathbone, acteur britannico-sud-africain.
- J.R. Rotem, producteur de musique.
- Seether, groupe de rock aux États-Unis.
- Cliff Simon, acteur.
- Troye Sivan, chanteur, acteur et youtubeur australo-sud-africain.
- Coert Steynberg, sculpteur contemporain
- Candice Swanepoel, mannequin sud-africaine chez Victoria's Secret.
- Charlize Theron, actrice, productrice et mannequin américano-sud-africaine.
- Elize du Toit, actrice.
- J. R. R. Tolkien, écrivain, poète, professeur d'anglais à l'université il est l'auteur du Seigneur des anneaux
- Jamie Uys, réalisateur.
- Musetta Vander, actrice.
- Yolandi Visser, chanteuse du groupe Die Antwoord.
- Arnold Vosloo, acteur.
- Justine Waddell, actrice britannico-sud-africaine.

### Sportifs
- Kevin Anderson, joueur de tennis
- Lloyd Harris, joueur de tennis
- Brad Binder, pilote
- Paul Bosch, rugbyman
- Schalk Burger, rugbyman
- Cameron van der Burgh, nageur
- Cliff Drysdale, joueur de tennis
- Robert Ebersohn, rugbyman
- Eben Etzebeth, rugbyman
- Ernie Els, golfeur
- Justin Gabriel, catcheur
- Dane Haylett-Petty, rugbyman
- Liezel Huber, joueuse de tennis
- Robert Hunter (1977-), cycliste sud-africain
- Butch James, rugbyman
- Reinardt Janse van Rensburg, coureur cycliste
- Olaf Kölzig, joueur de hockey germano-sud-africain
- Patrick Lambie, rugbyman
- Monica Mason, danseuse et professeur de danse
- Louis Meintjes, cycliste
- Percy Montgomery, rugbyman
- Steve Nash, basketteur canado-sud-africain
- Cameron Norrie, joueur de tennis
- Ruan Pienaar, rugbyman
- Oscar Pistorius, athlète spécialisé dans le sprint
- Gary Player, golfeur
- Chanelle Scheepers, joueuse de tennis
- François Steyn, rugbyman
- Andrew Surman, footballeur
- Jean de Villiers, rugbyman
- Gerhard Vosloo, rugbyman franco-sud-africain
- Charlene Wittstock, nageuse sud-africaine et princesse de Monaco depuis 2011.
- Dricus du Plessis, combattant de MMA et champion à l'UFC

### Politiques
- Pieter Willem Botha, ancien Premier ministre d'Afrique du Sud (1978-1984) et ancien Président (1984-1989).
- Pik Botha, ministre des affaires étrangères de 1977 à 1994 sous l'apartheid. C'était un élément libéral du parti National au pouvoir
- Rob Davies, ministre du commerce et de l'industrie dans le gouvernement Zuma
- James B. Hertzog, général Boer et premier ministre entre 1924 et 1939.
- Frederik de Klerk, ancien président de la république d'Afrique du Sud (1989-1994), vice-président (1994-1996), prix Nobel de la paix (1993) et président du Parti National de 1989 à 1997.
- Tony Leon ancien président de l'Alliance démocratique (2000-2007).
- Daniel François Malan, ancien Premier ministre d'Afrique du Sud (1948-1954).
- Pieter Mulder président du VF+ (Front de la liberté) et vice-ministre de l'agriculture dans le gouvernement Zuma depuis 2009
- Beyers Naudé, théologien et militant anti-apartheid
- Marthinus van Schalkwyk, président du Nouveau Parti national entre 1997 et 2004, ministre du tourisme depuis 2004
- Jan Christiaan Smuts, général Boer et premier ministre de l'Union sud-africaine de 1919 à 1924 et de 1939 jusqu'à 1948.
- Helen Suzman, Activiste anti-Apartheid.
- Eugène Terre'Blanche, fondateur de l'Afrikaner Weerstandsbeweging (Mouvement de résistance afrikaner), mort le 3 avril 2010, assassiné par ses employés noirs.
- Andries Treurnicht, pasteur, ministre, chef du Parti conservateur d'Afrique du Sud (1982-1993) et hostile aux réformes démantelant l'apartheid
- Athol Trollip, chef de l'opposition au parlement (Alliance démocratique)
- Hendrik Frensch Verwoerd, Premier ministre (1958-1966).
- Constand Viljoen, ancien chef des forces de défense d'Afrique du Sud (SADF) entre 1980 et 1985. Il fonde le Front de la liberté (Vryheidsfront - VF+) en 1994 et reste président jusqu'en 2001.
- Balthazar Johannes Vorster, Premier Ministre (1966-1978).
- Helen Zille, présidente de l'Alliance démocratique et Premier ministre du Cap-Occidental

### Photos de personnalités connues

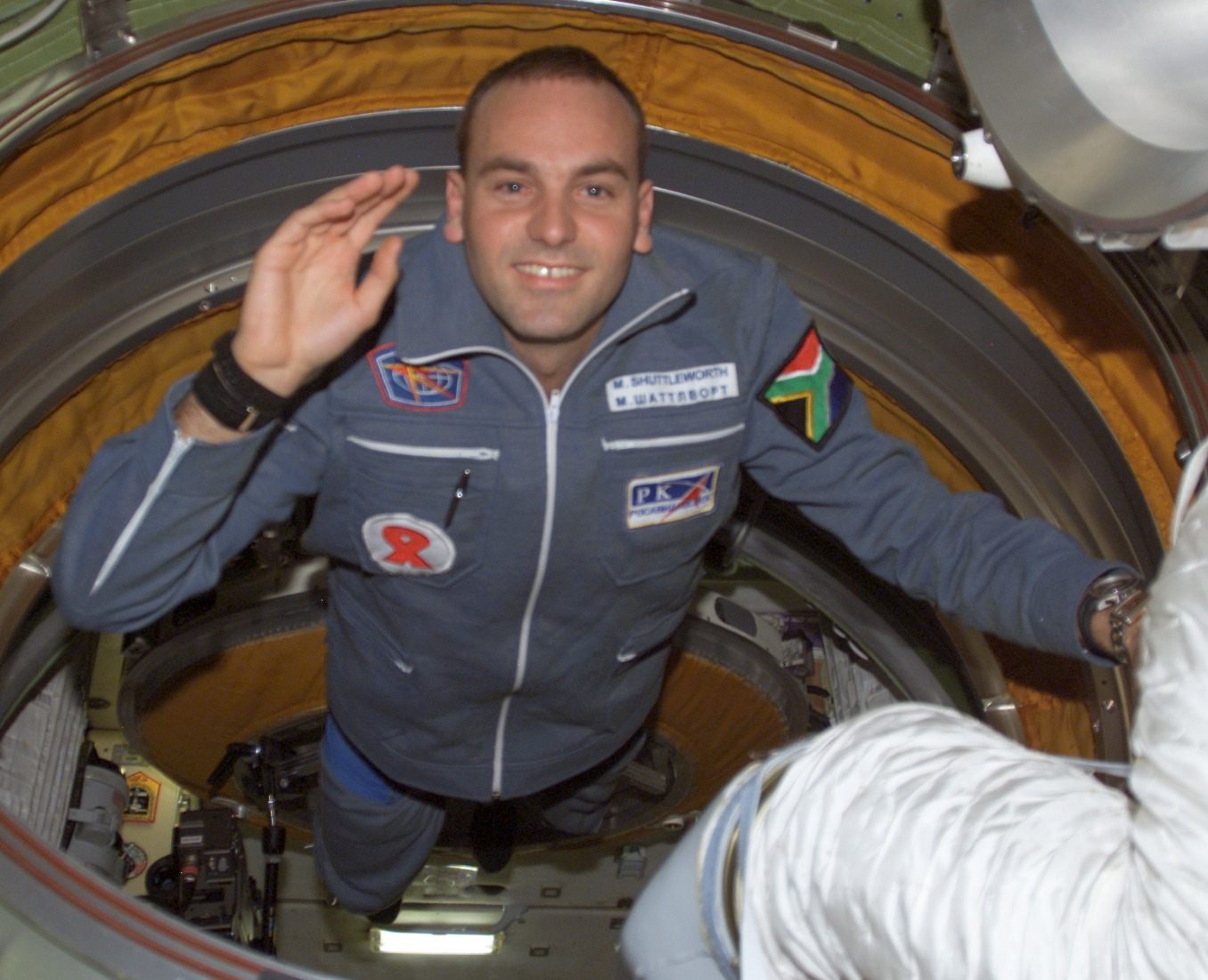
Mark Shuttleworth.
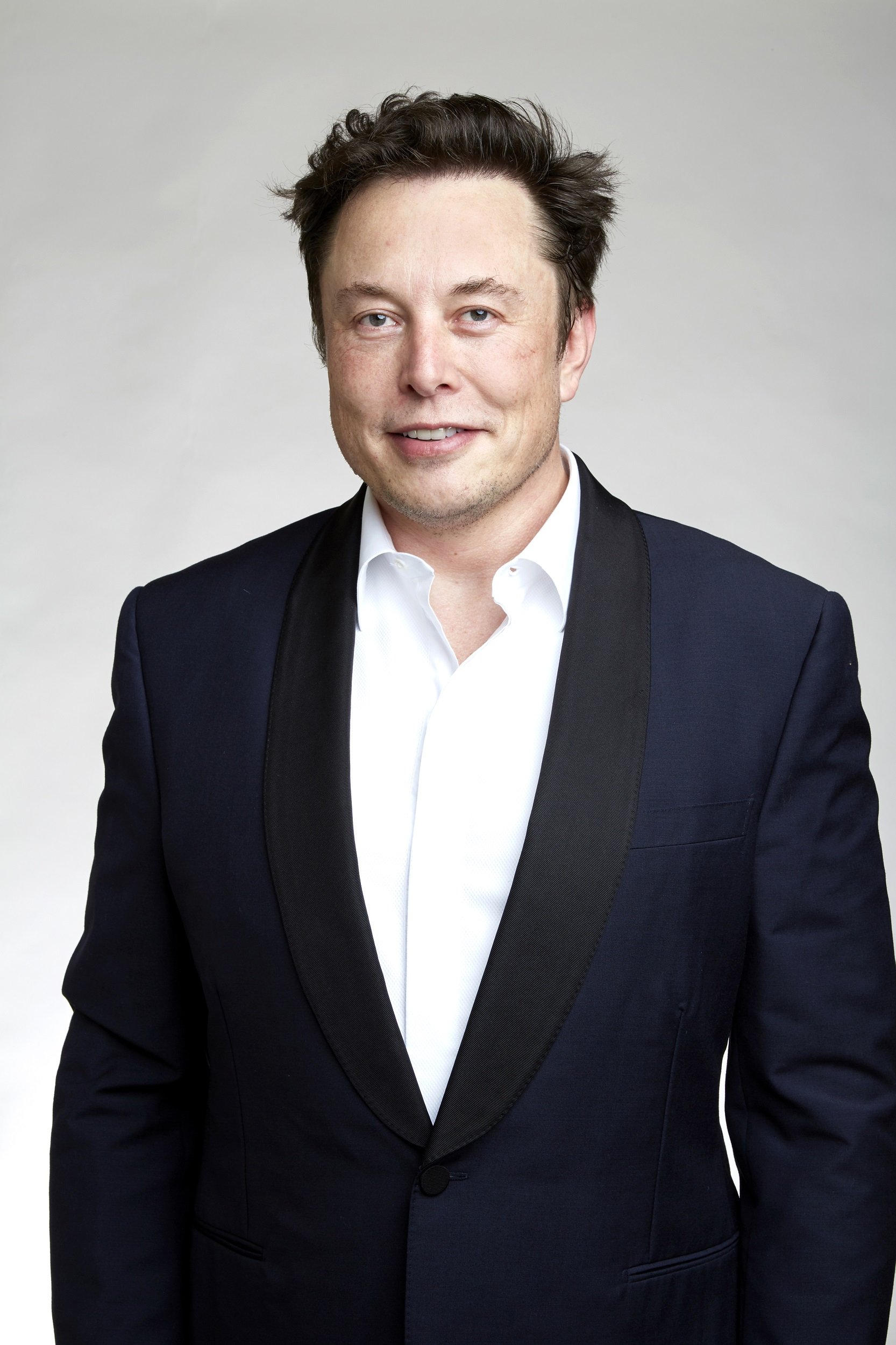
Elon Musk.
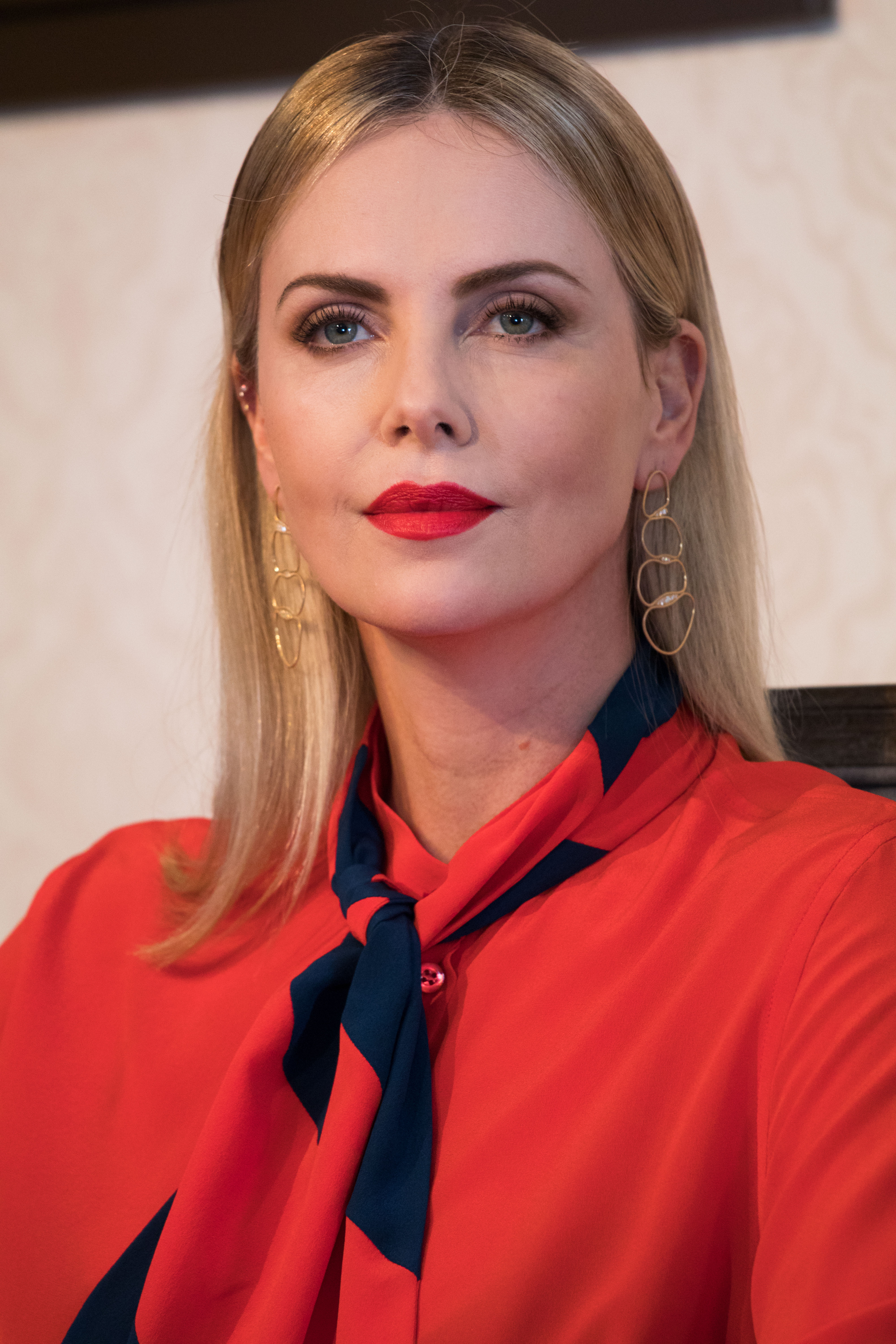
Charlize Theron.
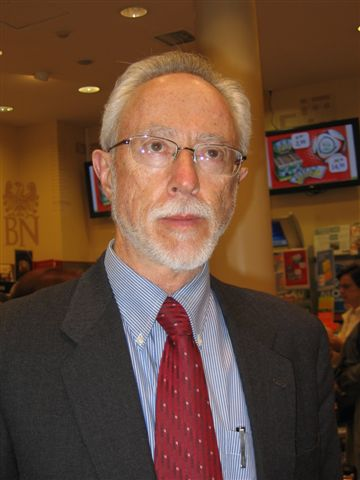
J.M. Coetzee.
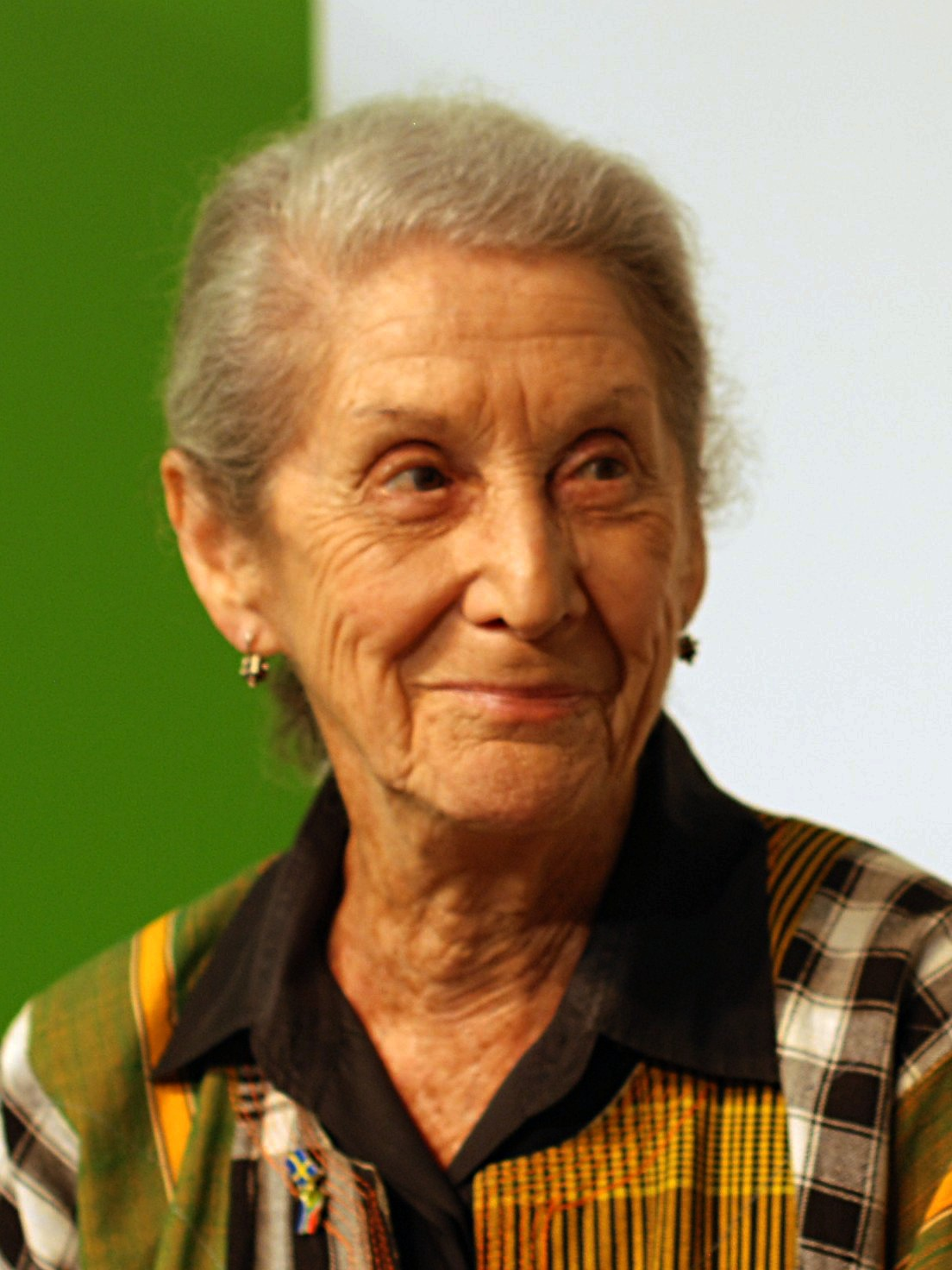
Nadine Gordimer.
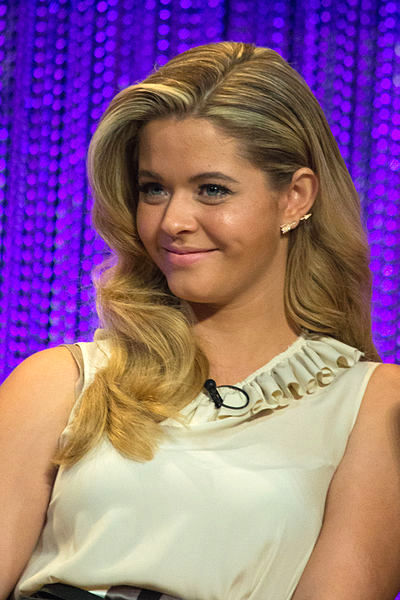
Sasha Pieterse.
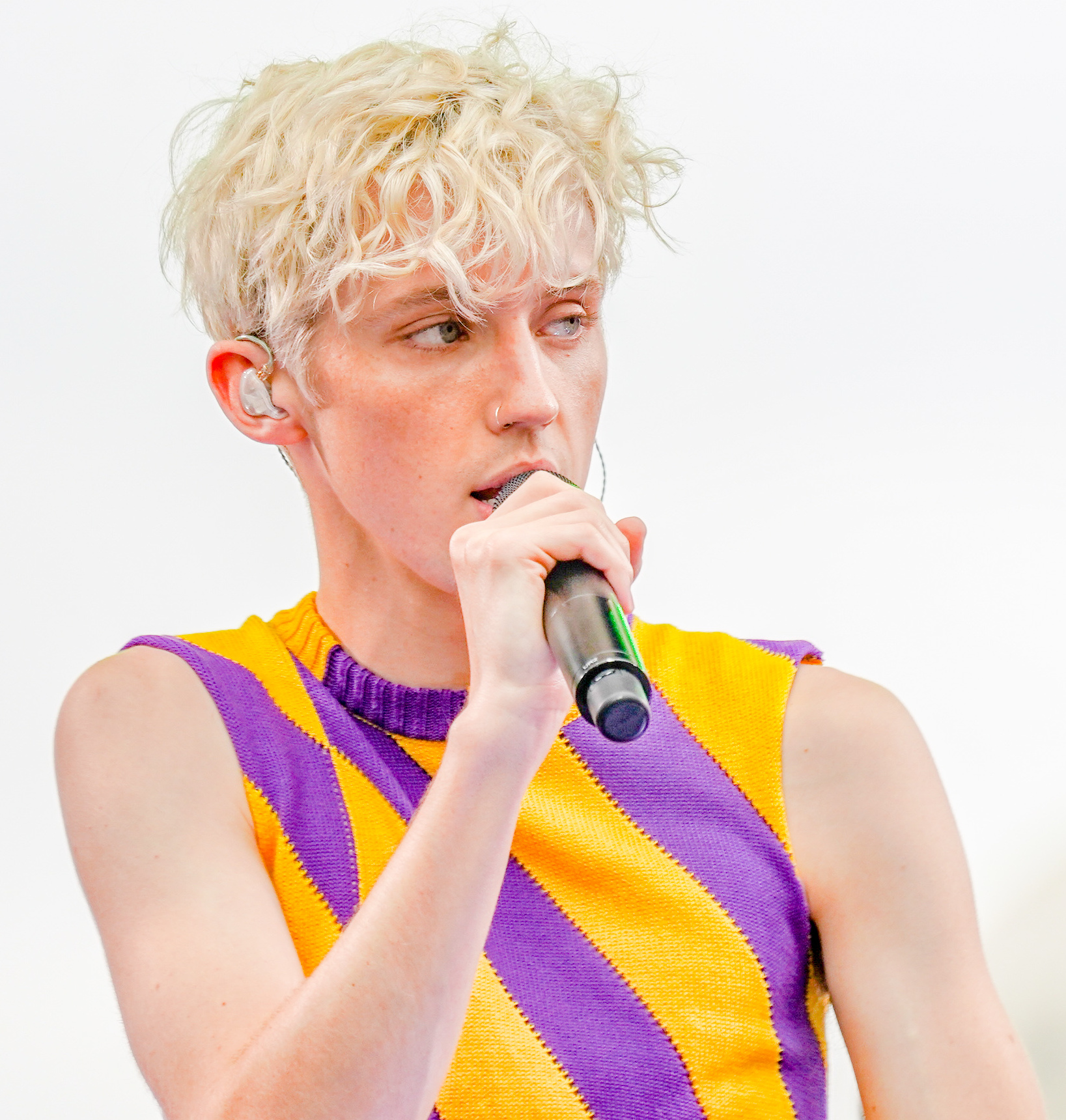
Troye Sivan.
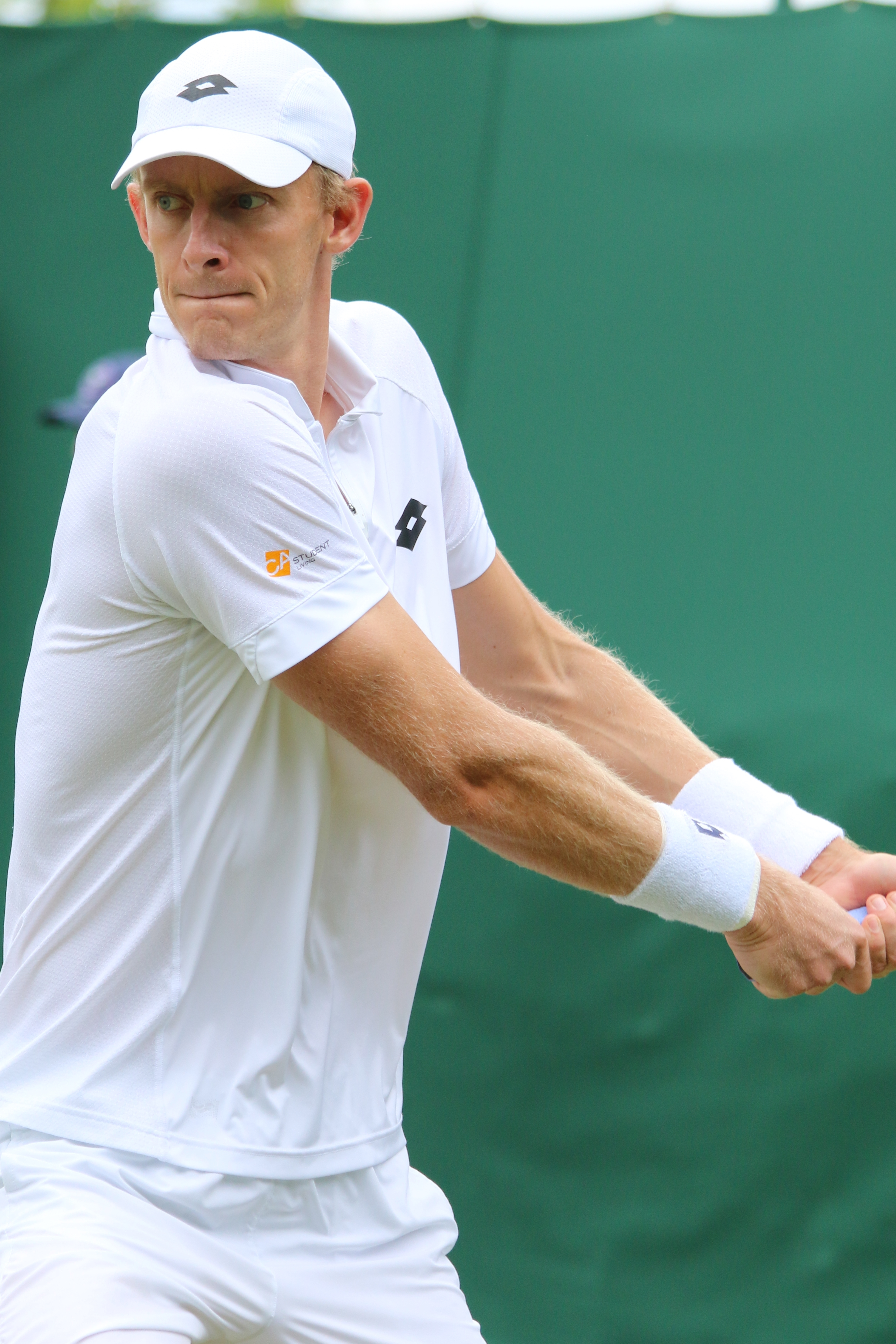
Kevin Anderson.
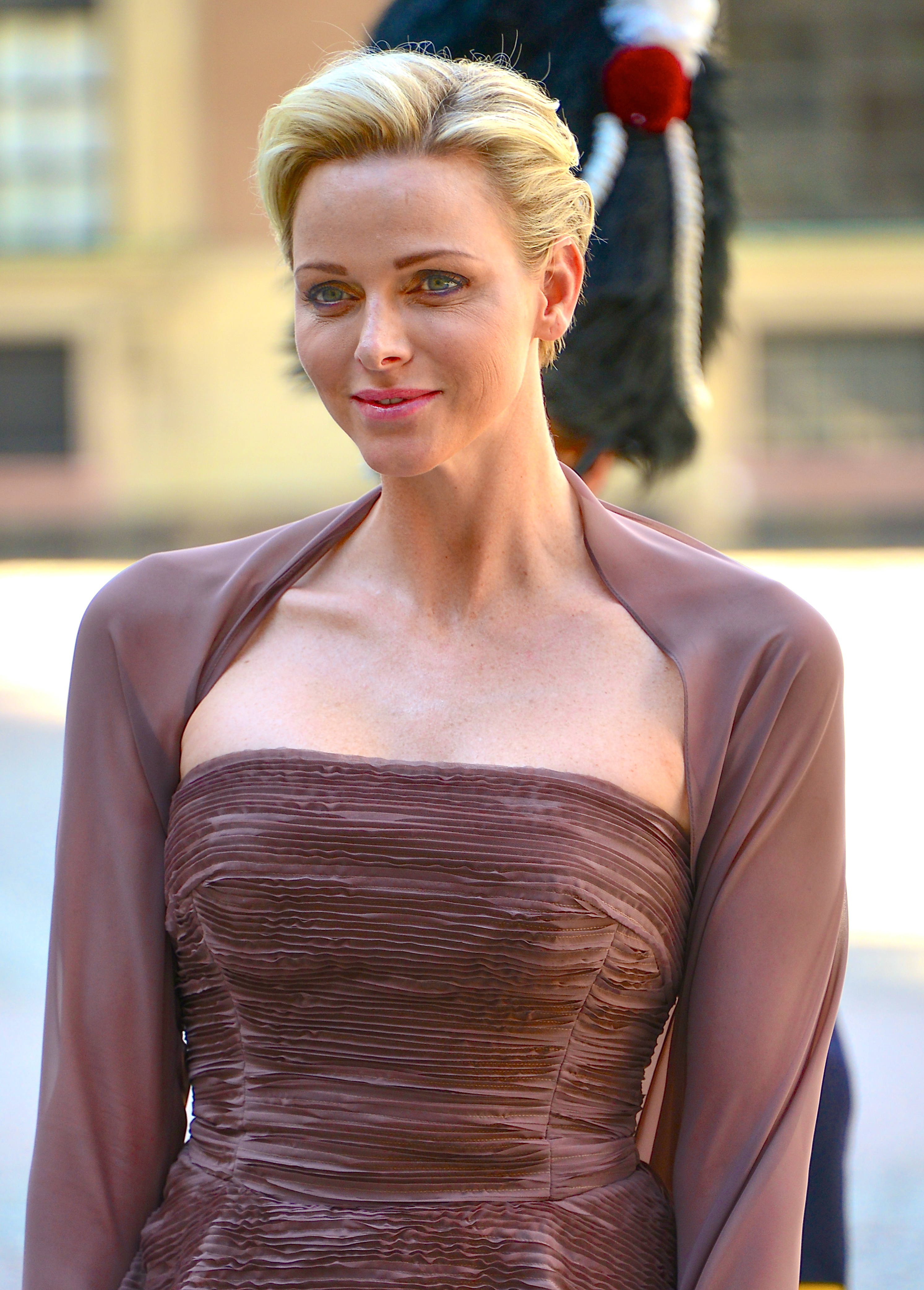
Charlene Wittstock.
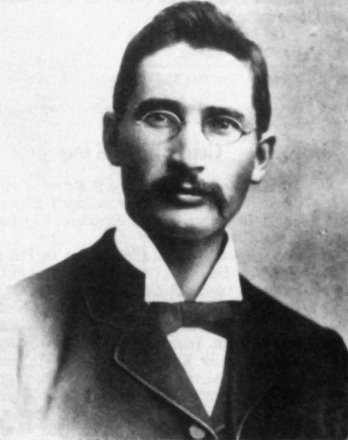
James B. Hertzog.
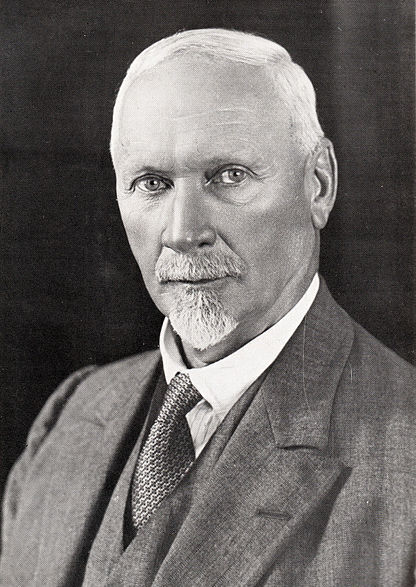
Jan Smuts.
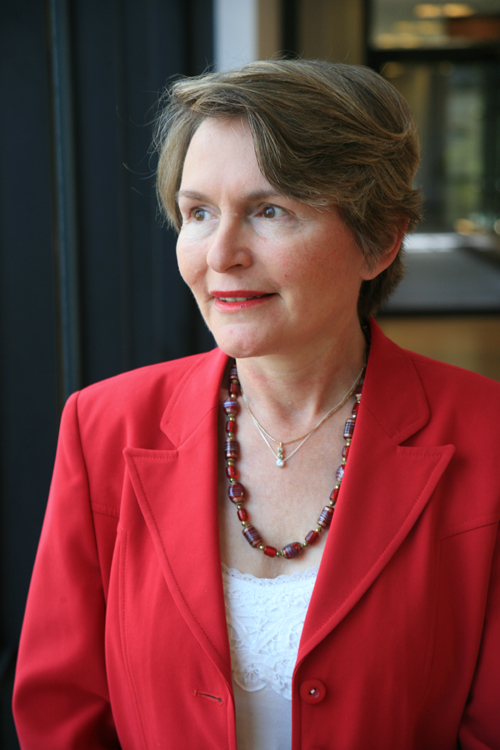
Helen Zille.
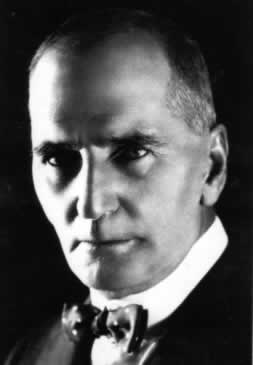
Eugene Marais.
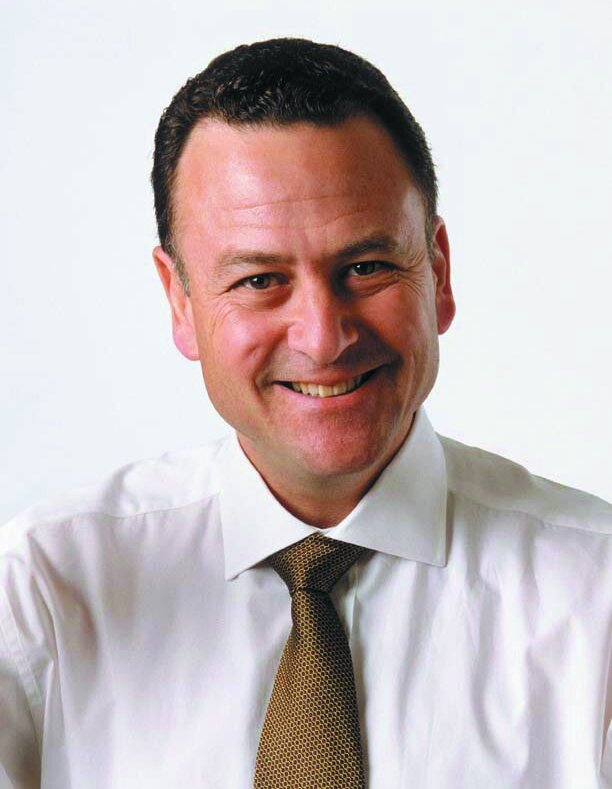
Tony Leon.